# Formel-1-Saisonüberblick

Weltkarte mit den Ländern, die seit 1950 Ausrichter eines Formel-1-Weltmeisterschaftslaufs sind (oder waren)

Weltkarte mit den Ländern, die Weltmeister (gold), GP-Sieger (grün) oder GP-Teilnehmer (blau) hervorgebracht haben (Stand: Ende 2024)

Der Formel-1-Saisonüberblick ist eine kurze, zusammenfassende Übersicht aller Einzelsaisons der Formel-1-Weltmeisterschaft (bis 1980: Automobil-Weltmeisterschaft) seit ihrer ersten Austragung in der Saison 1950. Weiterführende Informationen findet man in den jeweiligen verlinkten Saisonberichten sowie unter der Rubrik „Siehe auch“.

## Vorgeschichte der Formel-1-Weltmeisterschaft
Die Geschichte der Automobil-Grands-Prix begann nicht erst mit der Einführung der nach den Regeln der Formel 1 ausgetragenen Automobil-Weltmeisterschaft 1950, sondern schon sehr viel früher: Bereits ab Mitte der 1890er Jahre richtete der 1895 als erster Automobilclub der Welt gegründete Automobile Club de France (ACF) einmal jährlich ein „großes“ Rennen aus, das den jeweiligen Saisonhöhepunkt darstellte.
Mitte der 1920er Jahre wurde die Idee einer Weltmeisterschaft aufgegriffen, für die die Ergebnisse der internationalen Grand-Prix-Rennen eines Jahres zusammengerechnet wurden. Wie bei den Grand-Prix-Rennen selbst handelte es sich dabei um einen reinen Wettbewerb der Automobilhersteller, eine Fahrerwertung erfolgte dagegen nicht. Erster Weltmeister wurde 1925 Alfa Romeo. Ende der 1920er Jahre geriet der Grand-Prix-Sport jedoch in eine Krise, weil angesichts des enorm angestiegenen technischen Aufwands und schließlich auch unter dem Eindruck der Weltwirtschaftskrise sich kaum noch ein Hersteller die Entwicklung spezieller Grand-Prix-Rennwagen nach der vorgegebenen Rennformel leisten konnte.
Um weiter Rennen durchführen zu können, wurden daher nun auch Privatfahrer zugelassen und zu Beginn der 1930er Jahre wurden die technischen Beschränkungen vorübergehend sogar komplett fallen gelassen. Erst mit der ab 1934 eingeführten Rennformel, in der für die Rennwagen ein Maximalgewicht von 750 kg und eine Mindestbreite von 85 cm vorgeschrieben wurde, gelang es, eine Phase der Stabilität zu erzielen, in der vor allem die Rennwagen der beiden deutschen Teams von Mercedes-Benz und Auto Union eine dominierende Stellung einnahmen. 1938 wurde eine „echte“ Rennformel eingeführt, in der Hubraum und Mindestgewicht der Rennwagen zueinander in Beziehung gesetzt wurden. Dabei wurde erstmals auch zwischen aufgeladenen und nicht aufgeladenen Motoren unterschieden. In der Realität waren jedoch weiterhin nur die deutschen Silberpfeile wirklich konkurrenzfähig, die mit ihren kompressorgeladenen Motoren das vorgegebene Limit voll ausschöpften. Weder Rennwagen mit Saugmotoren, wie sie von französischen Teams bevorzugt wurden, noch die in Italien und Großbritannien populären Voiturettes mit 1,5-Liter-Kompressormotoren, konnten mehr als nur vereinzelte Achtungserfolge erringen. Da jedoch nur die Veranstalter der Grandes Épreuves an die Anwendung der Internationalen Formel gebunden waren, hatte sich das Renngeschehen in den drei Ländern schon seit Mitte der 1930er-Jahre mehr und mehr auf diese anderen Kategorien verlagert, um so den übermächtigen Rennteams aus Deutschland auszuweichen.
Nach dem Ende des Zweiten Weltkriegs musste sich der Automobilsport mit dem Wegfall der deutschen Grand-Prix-Rennställe daher zunächst völlig neu formieren. Hierfür wurde die für 1947 verabschiedete Internationale Grand-Prix-Formel stark danach ausgerichtet, was an Fahrzeugbestand verfügbar war. Ergebnis war somit im Wesentlichen eine Kombination der italienischen und britischen Voiturettes mit zu Behelfs-Rennwagen umgerüsteten französischen Sportwagen, in der Alfa Romeo das Geschehen bald absolut dominierte. Parallel dazu wurde für 1948 als Nachfolger für die auf diese Weise aufgewertete bisherige Voiturette-Klasse erstmals offiziell auch eine zweite Grand-Prix-Formel eingeführt, für die sich die Veranstalter von Rennen unterhalb der Ebene der Grandes Épreuves nun wahlweise entscheiden konnten. Um die beiden Formeln namentlich voneinander unterscheiden zu können, wurden anfangs Bezeichnungen wie „Formel A“ bzw. „Formel B“ verwendet, bis sich dann im allgemeinen Sprachgebrauch die Begriffe Formel 1 und Formel 2 nach und nach durchsetzten.
Für 1950 kündigte der mittlerweile in FIA umbenannte internationale Automobil-Dachverband schließlich die erneute Einführung einer Automobil-Weltmeisterschaft an. In jedem Jahr ausgetragen, firmiert sie seit der Saison 1981 als Formel-1-Weltmeisterschaft.

## Formel-1-Saisonüberblick

### 1950er
| Saison (Rennen) | Teams & Fahrer     | Saisonüberblick | Fahrerwertung                                                                                   | Konstrukteure                                      |
| --------------- | ------------------ | --- | ----------------------------------------------------------------------------------------------- | -------------------------------------------------- |
| 1950 (7)        | 30 Teams 57 Fahrer | Die erste Automobil-Weltmeisterschaft wurde von Alfa Romeo dominiert: Giuseppe Farina und Juan Manuel Fangio gewannen jeweils drei der insgesamt sieben Rennen. Lediglich beim ebenfalls zur Weltmeisterschaft zählenden Indianapolis 500 konnte mit Johnnie Parsons auf einem Kurtis Kraft ein Fahrer siegen, der nicht mit einem (allerdings dort nicht im Teilnehmerfeld vertretenen) Alfa Romeo startete. Mit drei Punkten Vorsprung auf Fangio wurde Farina erster Formel-1-Weltmeister. Den dritten Platz in der Fahrerwertung belegte Luigi Fagioli, ebenfalls auf Alfa Romeo. Die nur beim Indianapolis 500 antretenden Fahrer nicht mitgezählt nahmen insgesamt 49 Fahrer für acht Hersteller an mindestens einem Rennen teil, von denen 22 mindestens einen Punkt für die Weltmeisterschaftswertung erzielten. | Giuseppe Farina (Alfa Romeo) Juan Manuel Fangio (Alfa Romeo) Luigi Fagioli (Alfa Romeo)         | Die Konstrukteurs-WM wurde erstmals 1958 vergeben. |
| 1951 (8)        | 11 Teams 52 Fahrer | Die Weltmeisterschaft 1951 umfasste acht Läufe. Fangio gewann drei, wobei er sich den Sieg beim Großen Preis von Frankreich mit Fagioli, dessen Alfa Romeo er übernommen hatte, teilte. Zweimal war Alberto Ascari (Ferrari), und jeweils einmal Lee Wallard (Kurtis Kraft, beim Indianapolis 500), Giuseppe Farina (Alfa Romeo) und José Froilán González (Ferrari) erfolgreich. Fangio gewann seine erste Weltmeisterschaft. Vizeweltmeister wurde Ascari mit sechs Punkten, und González erzielte mit sieben Punkten Rückstand Rang Drei. Titelverteidiger Farina belegte den vierten Rang. 52 Fahrer starteten für elf Hersteller zu mindestens einem Rennen (die Teilnehmer des Indianapolis 500 nicht berücksichtigt). 19 Fahrer erhielten Punkte für die Weltmeisterschaftswertung. | Juan Manuel Fangio (Alfa Romeo) Alberto Ascari (Ferrari) José Froilán González (Talbot/Ferrari) | Die Konstrukteurs-WM wurde erstmals 1958 vergeben. |
| 1952 (8)        | 41 Teams 82 Fahrer | Am Saisonende 1951 zog sich Alfa Romeo aus dem Rennsport zurück. Um das Starterfeld auffüllen zu können, wurde die Weltmeisterschaft 1952 nach dem bisherigen Reglement der Formel 2 mit Saugmotoren bis zu einem maximalen Hubraum von 2000 Kubikzentimetern ausgeschrieben. 22 Fahrer erkämpften mindestens einen Weltmeisterschaftspunkt. Ascari dominierte die Saison auf Ferrari mit sechs Siegen in den acht Rennen. Den Großen Preis der Schweiz gewinnt sein Teamkollege Piero Taruffi, beim Indianapolis 500 ist Troy Ruttman auf Kuzma erfolgreich. Mit zwölf Punkten Rückstand auf Weltmeister Ascari erzielte Farina (Ferrari) vor Taruffi die Vizeweltmeisterschaft. Titelverteidiger Fangio verpasste die gesamte Saison verletzungsbedingt. | Alberto Ascari (Ferrari) Giuseppe Farina (Ferrari) Piero Taruffi (Ferrari)                      | Die Konstrukteurs-WM wurde erstmals 1958 vergeben. |
| 1953 (9)        | -- Teams -- Fahrer | Auch die Saison 1953 wurde nach dem früheren Formel-2-Reglement ausgetragen. 19 Fahrer konnten einen Punktgewinn verzeichnen. Erneut war Ascari auf Ferrari mit fünf Siegen in den neun absolvierten Rennen der dominante Fahrer. Zum ersten Mal trug sich Mike Hawthorn (Ferrari) beim Großen Preis von Frankreich als Sieger in eine Ergebnisliste ein. Farina (Ferrari) und Rückkehrer Fangio (Maserati) sowie Bill Vukovich (Kurtis Kraft) mit dem Indianapolis 500 gewannen die drei weiteren Rennen. Entsprechend lag Ascari am Saisonende wiederum auch in der Weltmeisterschaftswertung vorne. Damit ist er der erste Automobil-Weltmeister, der seinen Titel verteidigen konnte. Er hatte sechseinhalb Punkte Vorsprung auf Vizeweltmeister Fangio. Wiederum zwei Punkte dahinter lag Farina auf dem dritten Rang der Weltmeisterschaftswertung. Im Rahmen des Indianapolis 500 verunglückten mit Chet Miller und Carl Scarborough zwei Fahrer tödlich. | Alberto Ascari (Ferrari) Juan Manuel Fangio (Maserati) Giuseppe Farina (Ferrari)                | Die Konstrukteurs-WM wurde erstmals 1958 vergeben. |
| 1954 (9)        | 31 Teams 59 Fahrer | Zur Saison 1954 trat ein neues Reglement in Kraft, das einen maximalen Hubraum von 2500 Kubikzentimetern zuließ. Ab dem Großen Preis von Frankreich kehrte Mercedes in den Rennsport zurück. Fahrer Fangio hatte die beiden vorherigen Formel-1-Rennen der Saison für Maserati bestritten und gewonnen. Für Mercedes gelangen ihm vier Siege in den sechs verbleibenden Rennen. González, Hawthorn (beide Ferrari) und Vukovich (auf Kurtis Kraft – beim Indianapolis 500) waren jeweils einmal erfolgreich. Fangio gewann seinen zweiten Weltmeistertitel. González und Hawthorn folgten auf den Plätzen zwei und drei. Titelverteidiger Ascari absolvierte nur vier Rennen und kam auf den 25. Platz in der Fahrerwertung. Das Training des Großen Preises von Deutschland auf dem Nürburgring forderte mit Onofre Marimón den ersten Todesfall im Rahmen eines offiziellen Formel-1-Rennwochenendes. | Juan Manuel Fangio (Mercedes) José Froilán González (Ferrari) Mike Hawthorn (Ferrari)           | Die Konstrukteurs-WM wurde erstmals 1958 vergeben. |
| 1955 (7)        | 19 Teams 59 Fahrer | 1955 gewann Fangio auf Mercedes vier der sieben zur Weltmeisterschaft zählenden Rennen. Mit Maurice Trintignant (Ferrari) und Stirling Moss (Mercedes) konnten zwei Fahrer ihren jeweils ersten Grand-Prix-Sieg erzielen. Mit 17 Punkten Rückstand auf Fangio erlangte Moss die Vizeweltmeisterschaft vor Eugenio Castellotti, der jeweils drei Rennen für Lancia und Ferrari bestritt. Am 26. Mai verunglückte der zweimalige Weltmeister Ascari bei privaten Sportwagen-Testfahrten auf dem Autodromo Nazionale Monza tödlich. Vier Tage später starb beim von Bob Sweikert (Kurtis Kraft) gewonnenen Indianapolis 500 der Sieger der beiden Vorjahre Vukovich; zuvor hatte man bereits im Training den tödlichen Unfall von Manuel Ayulo zu beklagen. Nach dem Unfall beim 24-Stunden-Rennen von Le Mans mit 84 Toten wurden vier Rennen abgesagt. Mercedes und Lancia zogen sich mit Ende der Saison aus dem Rennsport zurück. | Juan Manuel Fangio (Mercedes) Stirling Moss (Mercedes) Eugenio Castellotti (Lancia/Ferrari)     | Die Konstrukteurs-WM wurde erstmals 1958 vergeben. |
| 1956 (8)        | 22 Teams 66 Fahrer | Weltmeister Fangio wechselte (nach dem Rückzug von Mercedes) für die Weltmeisterschaft 1956 daraufhin zu Ferrari und erreichte drei Rennsiege. Dabei teilte er sich den Sieg beim Großen Preis von Argentinien mit Luigi Musso, dessen Fahrzeug er übernommen hat. Zweimal trug sich Markenkollege Peter Collins als Sieger in die Ergebnislisten ein. Das gelang auch Moss, der auf Maserati als einziger Fahrer die Ferrari schlagen konnte. Fangio gewann seinen dritten Weltmeistertitel in Folge. Sein Vorsprung auf den in der Weltmeisterschaftswertung zweitplatzierten Moss betrug drei, der auf den drittplatzierten Collins fünf Punkte. Fangio profitierte im Titelkampf davon, dass Collins ihm sein Fahrzeug im letzten Rennen, dem Großen Preis von Italien, auf Kosten seiner eigenen Titelchancen überließ. Der Sieg beim Indianapolis 500 ging in diesem Jahr an Pat Flaherty (Watson). | Juan Manuel Fangio (Ferrari) Stirling Moss (Maserati) Peter Collins (Ferrari)                   | Die Konstrukteurs-WM wurde erstmals 1958 vergeben. |
| 1957 (8)        | 21 Teams 56 Fahrer | Trotz des Titelgewinnes mit Ferrari wechselte Fangio für 1957 zu Maserati und gewann vier der acht Rennen. Dreimal war Vizeweltmeister Moss auf Vanwall erfolgreich. Seinen Sieg beim Großen Preis von Großbritannien teilte er sich nach Fahrzeugübernahme mit Tony Brooks. Das Indianapolis 500 gewann Sam Hanks, der im Anschluss seinen Rücktritt verkündete. In der achten Automobil-Weltmeisterschaft gelang Fangio sein fünfter und letzter Titelgewinn sowie der vierte nacheinander. Er erreichte diesen fünften Titel mit dem vierten unterschiedlichen Team; nach Alfa Romeo, Mercedes und Ferrari nun auch mit Maserati. Vizeweltmeister wurde wiederum Moss, ebenfalls bereits zum dritten Mal in Folge, Weltmeisterschaftsdritter wurde Musso auf Ferrari. Beim Indianapolis 500 war der tödliche Unfall von Keith Andrews zu beklagen. | Juan Manuel Fangio (Maserati) Stirling Moss (Vanwall) Luigi Musso (Ferrari)                     | Die Konstrukteurs-WM wurde erstmals 1958 vergeben. |
| 1958 (11)       | 30 Teams 80 Fahrer | Zur Saison 1958 entfiel die Regelung der geteilten Punkte bei Fahrzeugübernahme. Erstmals wurde neben der Fahrerweltmeisterschaft auch eine Konstrukteursweltmeisterschaft ausgetragen. Weltmeister Fangio nahm nur an zwei Rennen teil und beendete nach dem Großen Preis von Frankreich seine Laufbahn. Vizeweltmeister Moss gewann auf Cooper und Vanwall vier der elf Rennen. Drei Rennen konnte Brooks (auf Vanwall) für sich entscheiden. Jeweils einmal waren Trintignant (Cooper), Hawthorn und Collins (beide Ferrari) sowie Jimmy Bryan (Epperly) beim Indianapolis 500 erfolgreich. Die höhere Konstanz brachte Hawthorn den Titel vor Moss, der einmal mehr Vizeweltmeister wurde, und Brooks. Vanwall gewann zum einzigen Mal die Konstrukteursweltmeisterschaft. Im Saisonverlauf starben mit Pat O’Connor (Indianapolis 500), Luigi Musso (Frankreich), Peter Collins (Deutschland) und Stuart Lewis-Evans (Marokko) vier Fahrer durch Rennunfälle. | Mike Hawthorn (Ferrari) Stirling Moss (Cooper-Climax / Vanwall) Tony Brooks (Vanwall)           | Vanwall Ferrari Cooper-Climax                      |
| 1959 (9)        | 36 Teams 66 Fahrer | Weltmeister Hawthorn trat nach seinem Titelgewinn zurück und starb im Januar 1959 bei einem Verkehrsunfall. Auch Konstrukteursweltmeister Vanwall war 1959 nicht mehr im Starterfeld zu finden. Eine große Neuerung in dieser Saison waren die sogenannten Mittelmotorwagen, bei denen der Motor hinter dem Fahrer verbaut wird. Lediglich Ferrari startet weiterhin mit der Frontmotor–Konfiguration, da die Devise Enzo Ferraris lautete: „Die Pferde ziehen den Wagen, sie schieben ihn nicht!“ Den Titel 1959 gewann der Australier Jack Brabham auf Cooper. Die Vizeweltmeisterschaft erlangte Brooks mit vier, den dritten Platz in der Fahrerwertung Moss mit fünfeinhalb Punkten Rückstand. In der Konstrukteursweltmeisterschaft war zum ersten Mal Cooper vor Ferrari auf dem zweiten sowie B.R.M. auf dem dritten Platz erfolgreich. Auf dem frontmotorisierten Ferrari konnte Tony Brooks noch zwei Rennen gewinnen. Auch Jack Brabham und Stirling Moss waren für Cooper jeweils zweimal erfolgreich. Mit Rodger Ward (Watson) beim Indianapolis 500, Joakim Bonnier (B.R.M.) und Bruce McLaren (Cooper) waren drei Fahrer zum ersten Mal bei einem Rennen der Automobil-Weltmeisterschaft erfolgreich. Beim Indianapolis 500 verunglückten mit Jerry Unser und Bob Cortner einmal mehr zwei Fahrer tödlich. | Jack Brabham (Cooper) Tony Brooks (Ferrari / Vanwall) Stirling Moss (Cooper / B.R.M.)           | Cooper-Climax Ferrari B.R.M.                       |

1950er
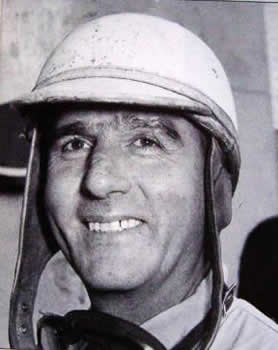
1950: Giuseppe „Nino“ Farina wird erster F1-Weltmeister
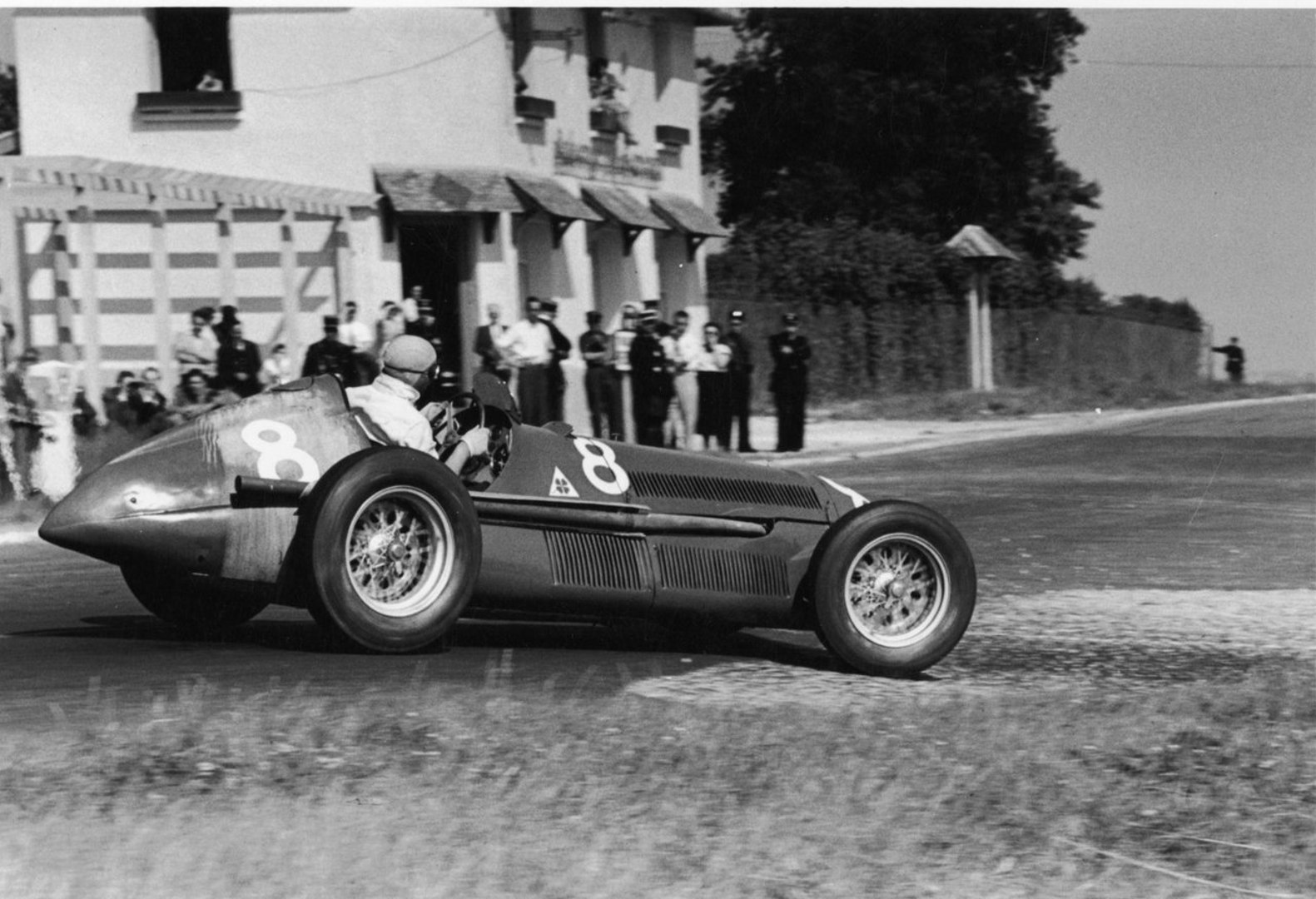
1951: Luigi Fagioli im Alfa Romeo 159: Gewinner des GP von Frankreich
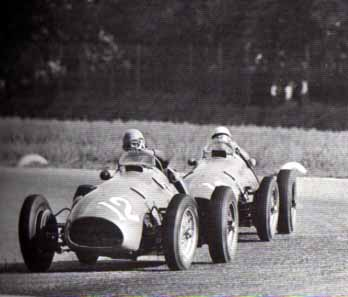
1952: Ferrari, die dominierende Marke der Saison
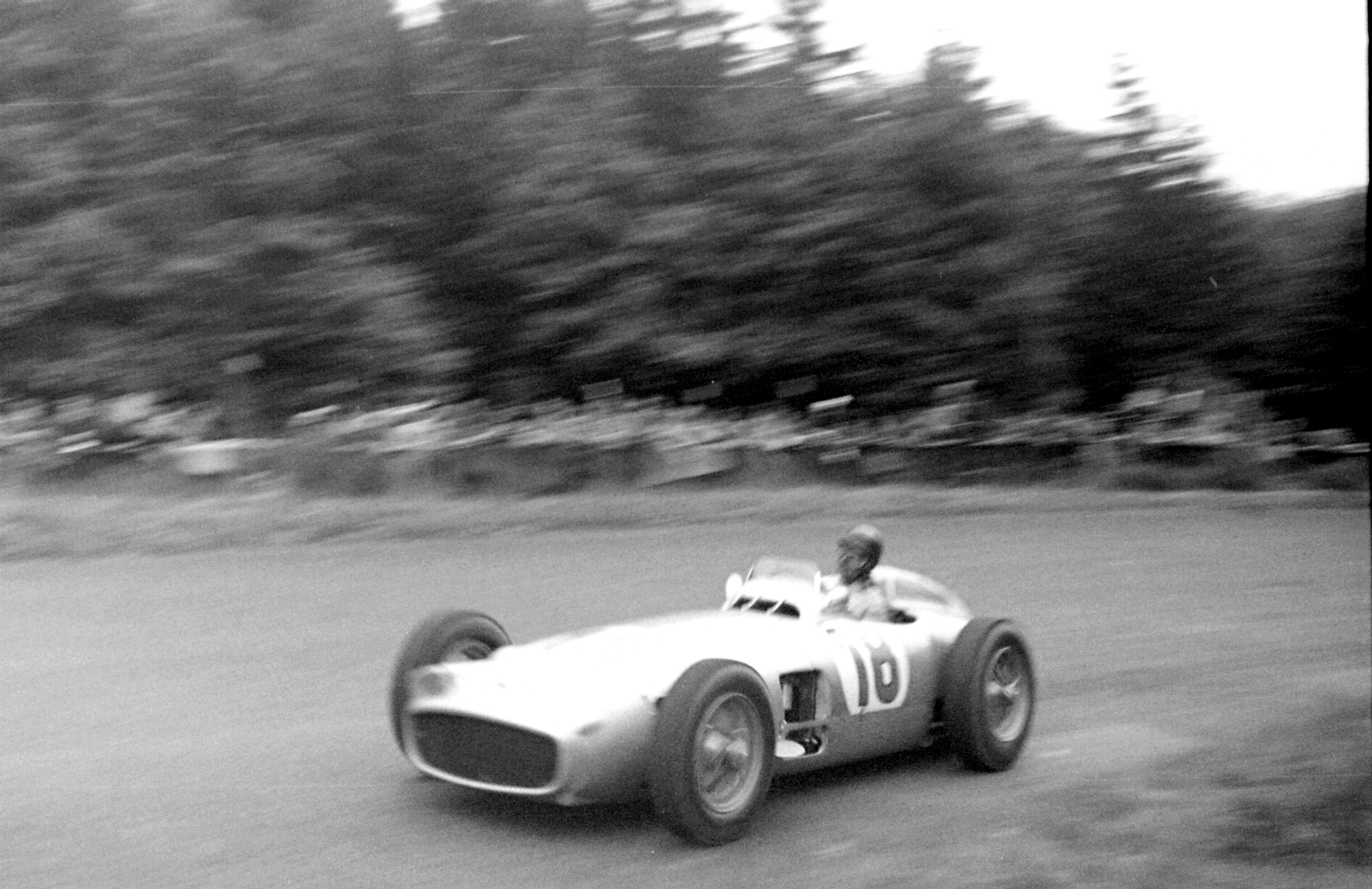
1954: Fangio im Mercedes auf dem Nürburgring
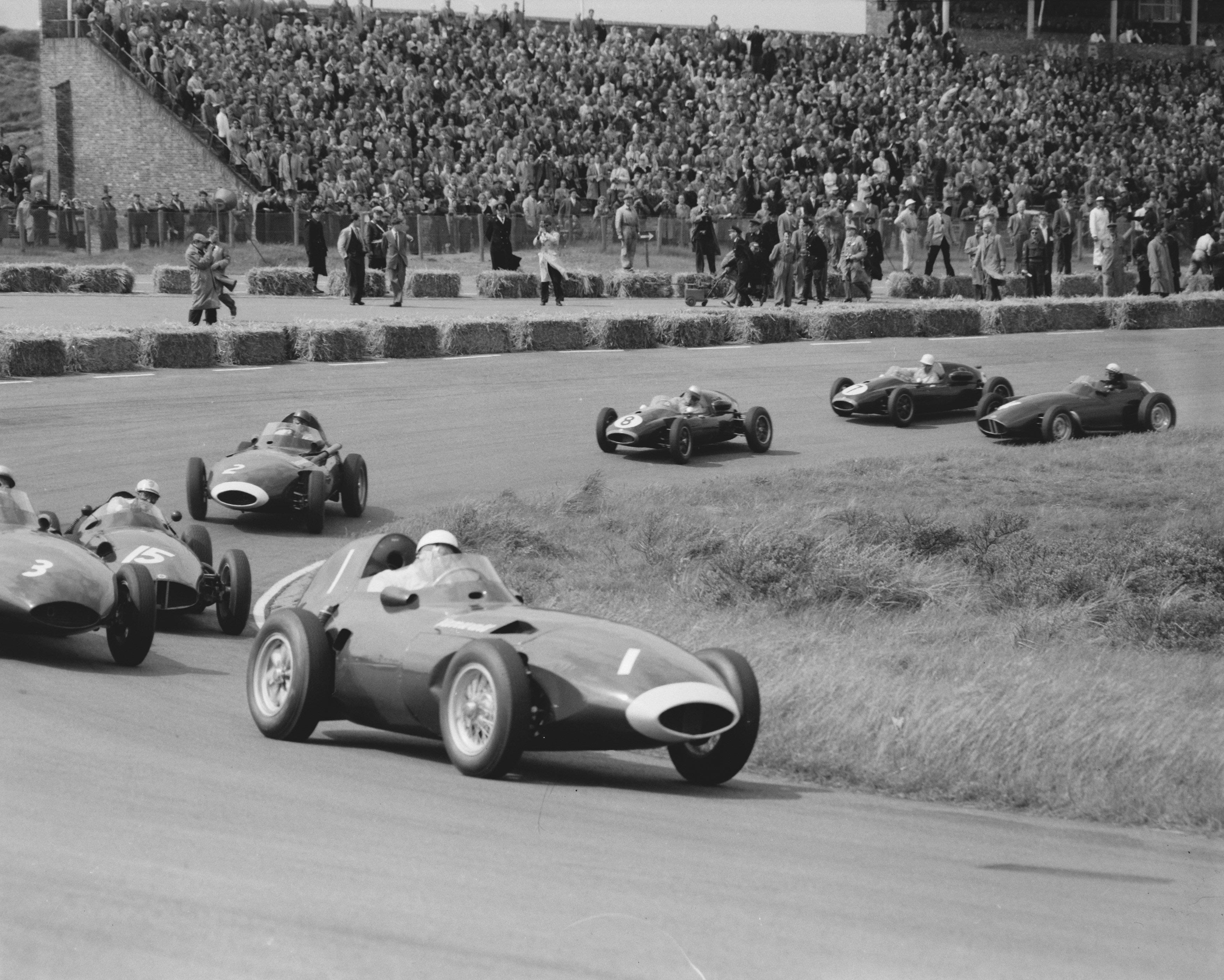
1958: GP der Niederlande in Zandvoort
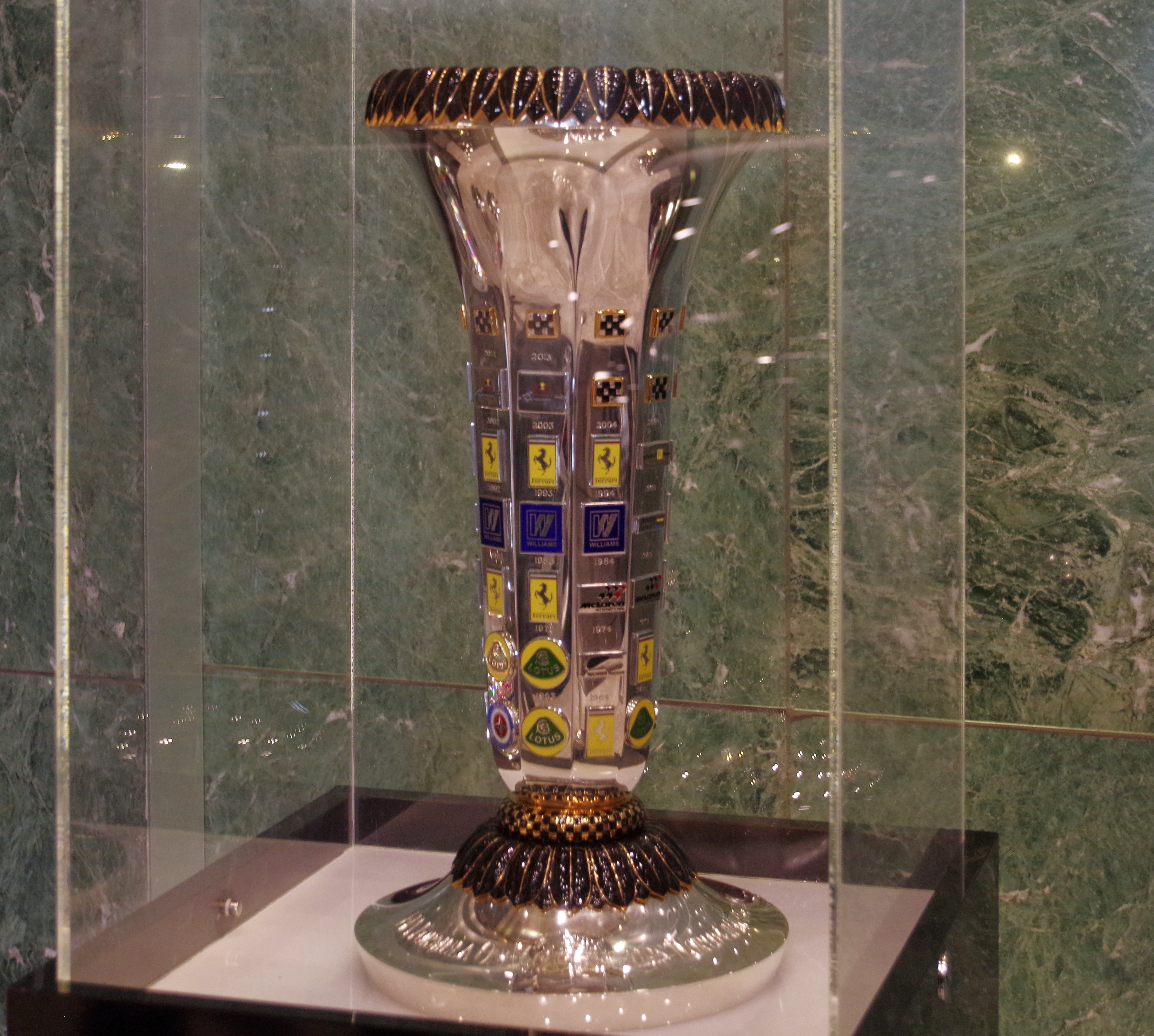
1958: Der Pokal für die neu eingeführte Konstrukteurswertung

### 1960er
| Saison (Rennen) | Teams & Fahrer     | Saisonüberblick | Fahrerwertung                                                                | Konstrukteure                                              |
| --------------- | ------------------ | --- | ---------------------------------------------------------------------------- | ---------------------------------------------------------- |
| 1960 (10)       | 35 Teams 75 Fahrer | Die Automobil-Weltmeisterschaft 1960 brachte die erste Änderung im Punktesystem mit sich. So wurde fortan ein Punkt für den sechsten Platz vergeben und nicht mehr, wie bisher, für die schnellste Rennrunde. Die Saison wurde von Titelverteidiger Brabham auf Cooper dominiert. Bis zur Mitte der Saison gewann er fünf Rennen in Serie. Zweimal erfolgreich war Moss auf Lotus. Jeweils ein Sieg ging an Bruce McLaren (Cooper) sowie erstmals Phil Hill (Ferrari). Das letztmals zur Automobil-Weltmeisterschaft zählende Indianapolis 500 gewann Jim Rathmann auf Watson. Weltmeister wurde somit abermals Brabham, dem McLaren und Moss auf den Plätzen zwei und drei folgen. Auch Cooper konnte den Konstrukteurs–Titel vor Lotus und Ferrari verteidigen. Überschattet wurde die Saison von mehreren tödlichen Unglücken. Beim Indianapolis 500 starben zwei Zuschauer, beim Großen Preis der Niederlande ein weiterer Besucher. Beim Großen Preis von Belgien verunfallten mit Chris Bristow und Alan Stacey außerdem zwei Fahrer tödlich. | Jack Brabham (Cooper) Bruce McLaren (Cooper) Stirling Moss (Cooper / Lotus)  | Cooper-Climax Lotus Ferrari                                |
| 1961 (8)        | 35 Teams 63 Fahrer | Für die Saison 1961 wurde das Punktesystem ein weiteres Mal modifiziert, indem der Sieger ab jetzt neun anstelle von acht Punkten erhielt. Diese Punkteverteilung blieb bis einschließlich 1990 bestehen. Darüber hinaus kehrte man im technischen Reglement zu Formel-2-Fahrzeugen mit einem maximalen Hubraum von 1300 bis 1500 Kubikzentimetern sowie einem Mindestgewicht von 450 Kilogramm zurück. Mit Hill (Ferrari) und Moss (Lotus) gewannen zwei etablierte Fahrer jeweils zwei Rennen. Zum ersten und einzigen Mal waren Giancarlo Baghetti (auf Ferrari in Frankreich) und Innes Ireland (mit Lotus in USA) bei einem Lauf der Automobil-Weltmeisterschaft erfolgreich. Die beiden verbliebenen Rennen gewann Wolfgang Graf Berghe von Trips. Berghe von Trips führte vor dem vorletzten Saisonrennen, dem Großen Preis von Italien, die Weltmeisterschaft an. Bei diesem Rennen verunglückte er nach einer Kollision mit dem Lotus von Jim Clark tödlich; bei dem Unfall starben außerdem 15 Zuschauer, 60 weitere wurden verletzt. So gewann der US-Amerikaner Phil Hill mit einem Punkt Vorsprung auf von Trips seinen einzigen Weltmeistertitel. Für Moss endete die Laufbahn in der Automobil-Weltmeisterschaft mit dem dritten Platz in der Fahrerwertung. Konstrukteursweltmeister wurde zum ersten Mal Ferrari vor Lotus und Porsche. | Phil Hill (Ferrari) Wolfgang von Trips (Ferrari) Stirling Moss (Lotus)       | Ferrari Lotus-Climax Porsche                               |
| 1962 (9)        | 34 Teams 55 Fahrer | In der Saison 1962 sorgte Konstrukteur Colin Chapman mit dem Bau des Lotus 25, dem ersten Formel-1-Fahrzeuges mit Monocoque, für einen Meilenstein in der Rennsportgeschichte. Vier der neun Saisonrennen entschied Graham Hill auf B.R.M. für sich. Drei Rennen gewann Clark auf Lotus. Die beiden verbliebenen Rennsiege gingen an Bruce McLaren (Cooper) und Dan Gurney (Porsche). Weltmeister wurde Hill vor Clark und McLaren. Die Konstrukteursweltmeisterschaft gewann zum einzigen Mal B.R.M. vor Lotus und Cooper. | Graham Hill (B.R.M.) Jim Clark (Lotus) Bruce McLaren (Cooper)                | B.R.M. Lotus-Climax Cooper-Climax                          |
| 1963 (10)       | 31 Teams 63 Fahrer | Die Saison 1963 dominierte mit Clark (Lotus) der Vizeweltmeister der Vorsaison. Er gewann sieben der zehn Rennen. Die weiteren Siege gingen an Hill (B.R.M.; zweimal) und John Surtees (Ferrari). Entsprechend wurde Clark zum ersten Mal Weltmeister vor Hill und Richie Ginther (B.R.M.). In der Konstrukteursweltmeisterschaft war zum ersten Mal Lotus vor B.R.M. und Brabham erfolgreich. Beim Große Preis von Deutschland hatte Willy Mairesse im Ferrari einen schweren Unfall, bei dem ein Sanitäter am Streckenrand ums Leben kam. | Jim Clark (Lotus) Graham Hill (B.R.M.) Richie Ginther (B.R.M.)               | Lotus-Climax B.R.M. Brabham-Climax                         |
| 1964 (10)       | 23 Teams 46 Fahrer | Auch 1964 war Clark, weiterhin auf Lotus, mit drei Siegen am häufigsten erfolgreich. Auch Surtees auf Ferrari, Hill auf B.R.M. und Gurney auf Brabham (jeweils zweimal) sowie Lorenzo Bandini auf Ferrari gewannen Rennen. Durch die mangelnde Zuverlässigkeit des Lotus gewann Surtees zum einzigen Mal die Fahrerweltmeisterschaft vor Hill und Clark. In der Konstrukteursweltmeisterschaft war zum zweiten Mal nach 1961 Ferrari erfolgreich. Lotus und B.R.M. folgten auf den Plätzen zwei und drei. Beim Training zum Großen Preis von Deutschland verunglückte der Niederländer Carel Godin de Beaufort schwer und erlag einen Tag später seinen Verletzungen. | John Surtees (Ferrari) Graham Hill (B.R.M.) Jim Clark (Lotus)                | Ferrari B.R.M. Lotus-Climax                                |
| 1965 (10)       | 26 Teams 55 Fahrer | Das letzte Jahr der 1500-cm³-Formel brachte kaum technische Neuerungen, dafür mit Jackie Stewart und Jochen Rindt zwei neue Spitzenfahrer. Wie schon zwei Jahre zuvor, gehörte die Saison wieder Jim Clark im Lotus, der sechs Mal ganz oben auf dem Podest stand. | Jim Clark (Lotus) Graham Hill (B.R.M.) Jackie Stewart (B.R.M.)               | Lotus-Climax B.R.M. Brabham-Climax                         |
| 1966 (9)        | 25 Teams 53 Fahrer | Obwohl das neue 3000-cm³-Reglement seit längerem bekannt war, waren viele Teams nicht ausreichend darauf vorbereitet. Der Motorenhersteller Maserati, der das Team Cooper versorgte, hat sogar einen Motor aus den 1950er Jahren reaktiviert und überarbeitet. 1966 stiegen zwei neue Konstrukteure in die Formel-1-Weltmeisterschaft ein: Der Neuseeländer Bruce McLaren gründete das Team Bruce McLaren Motor Racing, und Dan Gurney etablierte den Rennstall Anglo American Racers (AAR), dessen Fahrzeuge unter der Bezeichnung Eagle antraten. B.R.M. und Lotus erwiesen sich als zu unzuverlässig, und so ging der Titel zum dritten Mal an Jack Brabham, diesmal im eigenen Team. Bis heute ist er der einzige, dem dies gelang. | Jack Brabham (Brabham) John Surtees (Ferrari / Cooper) Jochen Rindt (Cooper) | Brabham-Repco Ferrari Cooper-Maserati                      |
| 1967 (11)       | 30 Teams 55 Fahrer | 1967 war die letzte Saison mit spoilerlosen Autos. Mit dem Motorenhersteller Ford-Cosworth holte sich Lotus einen starken Partner, der die Formel 1 bis in die 1980er Jahre beherrschen wird. Jim Clark im Lotus gegen die Brabhams war das Duell vieler Rennen des Jahres 1967. Am Ende hatte Brabham die Nase vorn, allerdings nicht der Teamchef Jack Brabham, sondern der ruhige Neuseeländer Denis Hulme. | Denis Hulme (Brabham) Jack Brabham (Brabham) Jim Clark (Lotus)               | Brabham-Repco Brabham-Repco Lotus-Cosworth DFV             |
| 1968 (12)       | 22 Teams 48 Fahrer | In diesem Jahr begannen die Teams, Front- und Heckflügel (in teils abenteuerlichen Konstruktionen auf langen Stangen) auf ihre Wagen zu montieren. Viele Beobachter rechneten in diesem Jahr mit dem dritten Titel Clarks, der jedoch bei einem Formel-2-Rennen tödlich verunglückte. Dadurch war der Weg für Graham Hill frei, der auf Lotus seinen zweiten Titel feierte. | Graham Hill (Lotus) Jackie Stewart (Matra) Denis Hulme (McLaren)             | Lotus-Cosworth DFV McLaren-Cosworth DFV Matra-Cosworth DFV |
| 1969 (11)       | 25 Teams 45 Fahrer | Nach einigen Zwischenfällen mit Spoilern wurden diese auf das heute noch übliche Maß gestutzt. Außerdem experimentierten einige Teams mit allradgetriebenen Fahrzeugen, aber sämtliche Versuche scheiterten. Der Titel in diesem Jahr ging an den Schotten Jackie Stewart, dessen Teamchef Ken Tyrrell auf französische Matra-Wagen setzte, die (wie auch die anderen ersten zehn der Fahrer-WM) vom Ford-Cosworth-Motor angetrieben wurden. | Jackie Stewart (Matra) Jacky Ickx (Brabham) Bruce McLaren (McLaren)          | Matra-Cosworth DFV Brabham-Cosworth DFV Lotus-Cosworth DFV |

1960er
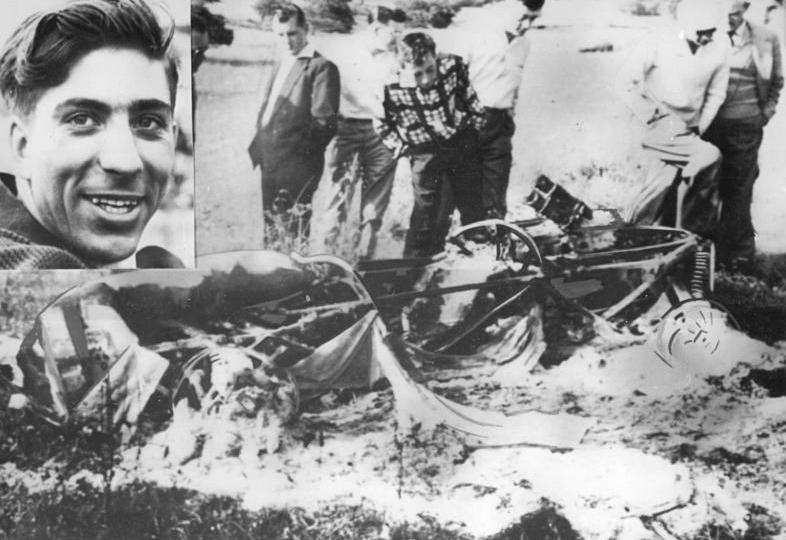
1960: Eines von zwei Todesopfern beim Großen Preis von Belgien: Alan Stacey
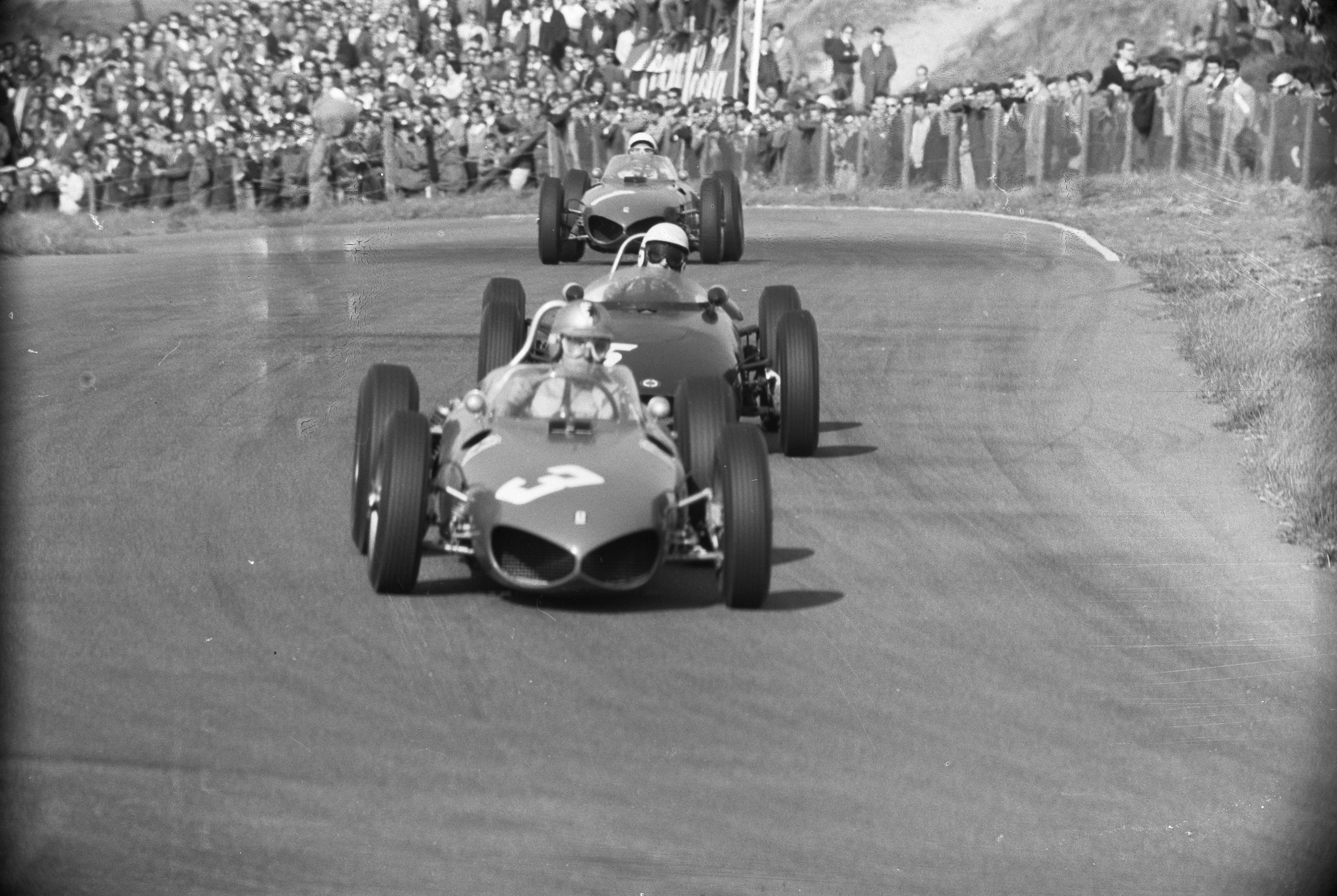
1961: GP der Niederlande: Berghe von Trips vor Jim Clark und Phil Hill
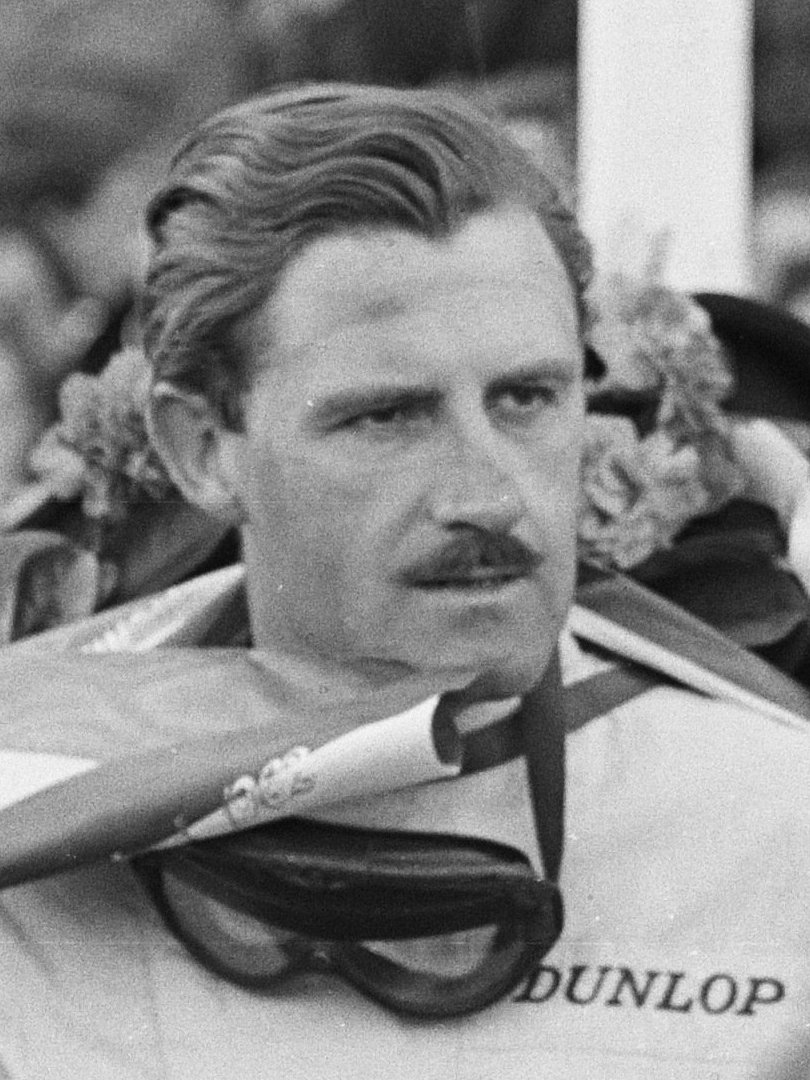
1962: Champion Graham Hill gewann auf B.R.M. vier der neun Rennen
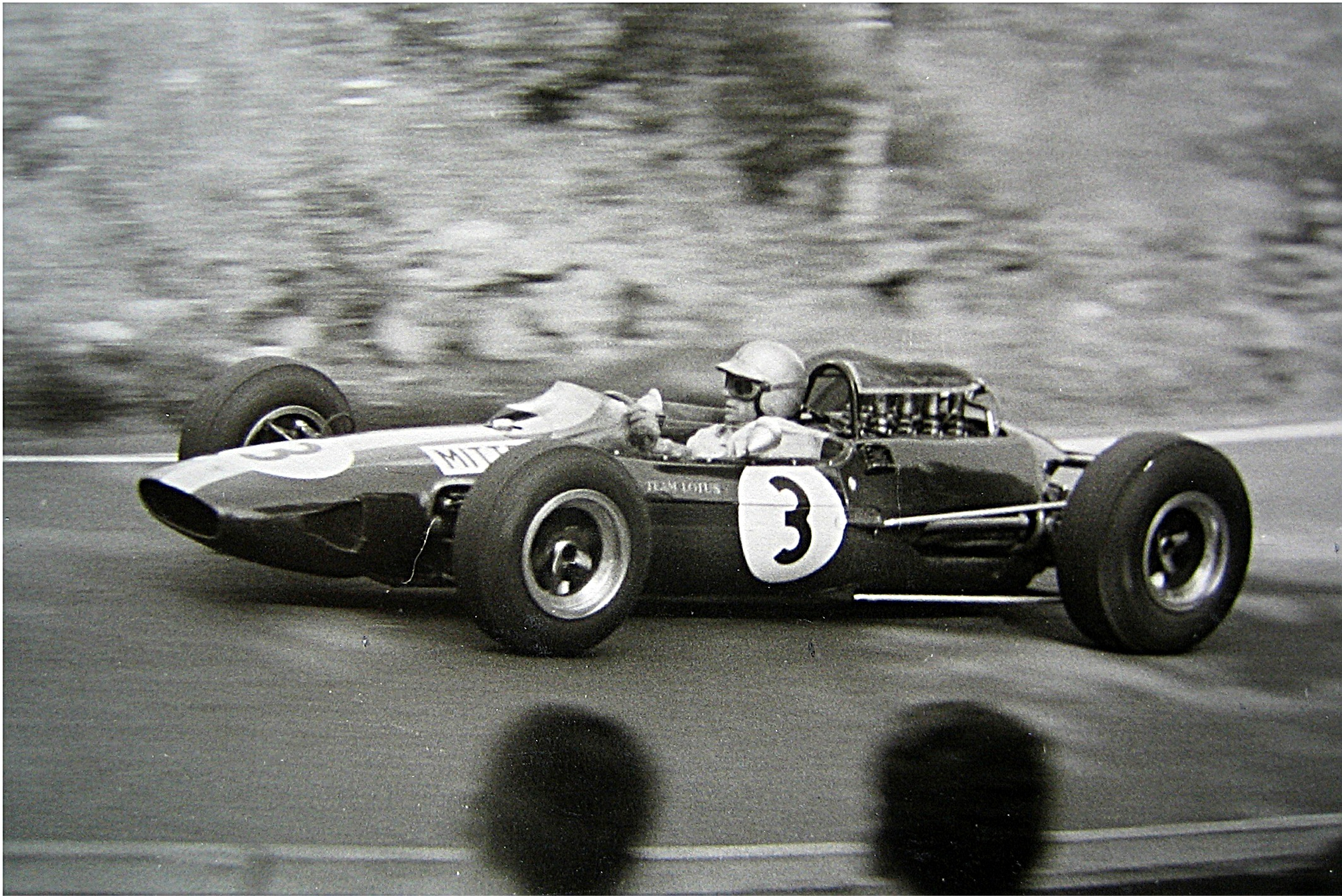
1965: Gerhard Mitter auf dem Nürburgring im Lotus 25
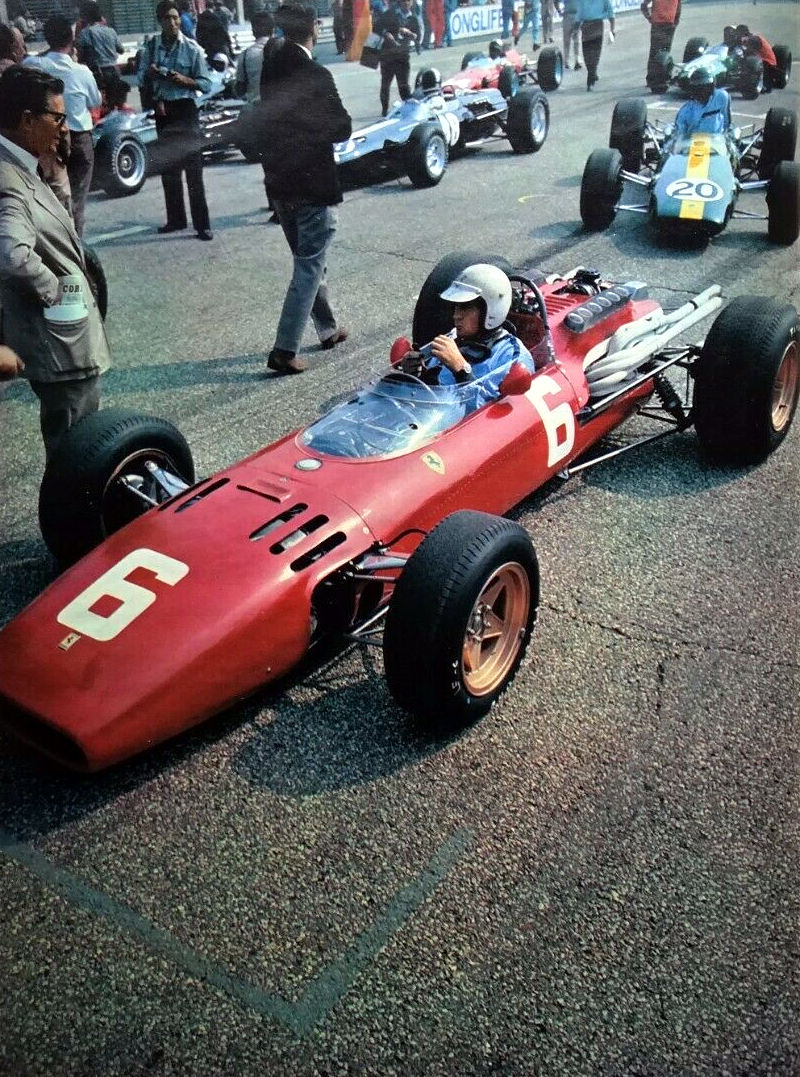
1966: Ludovico Scarfiottis Ferrari 312 F1 in Monza
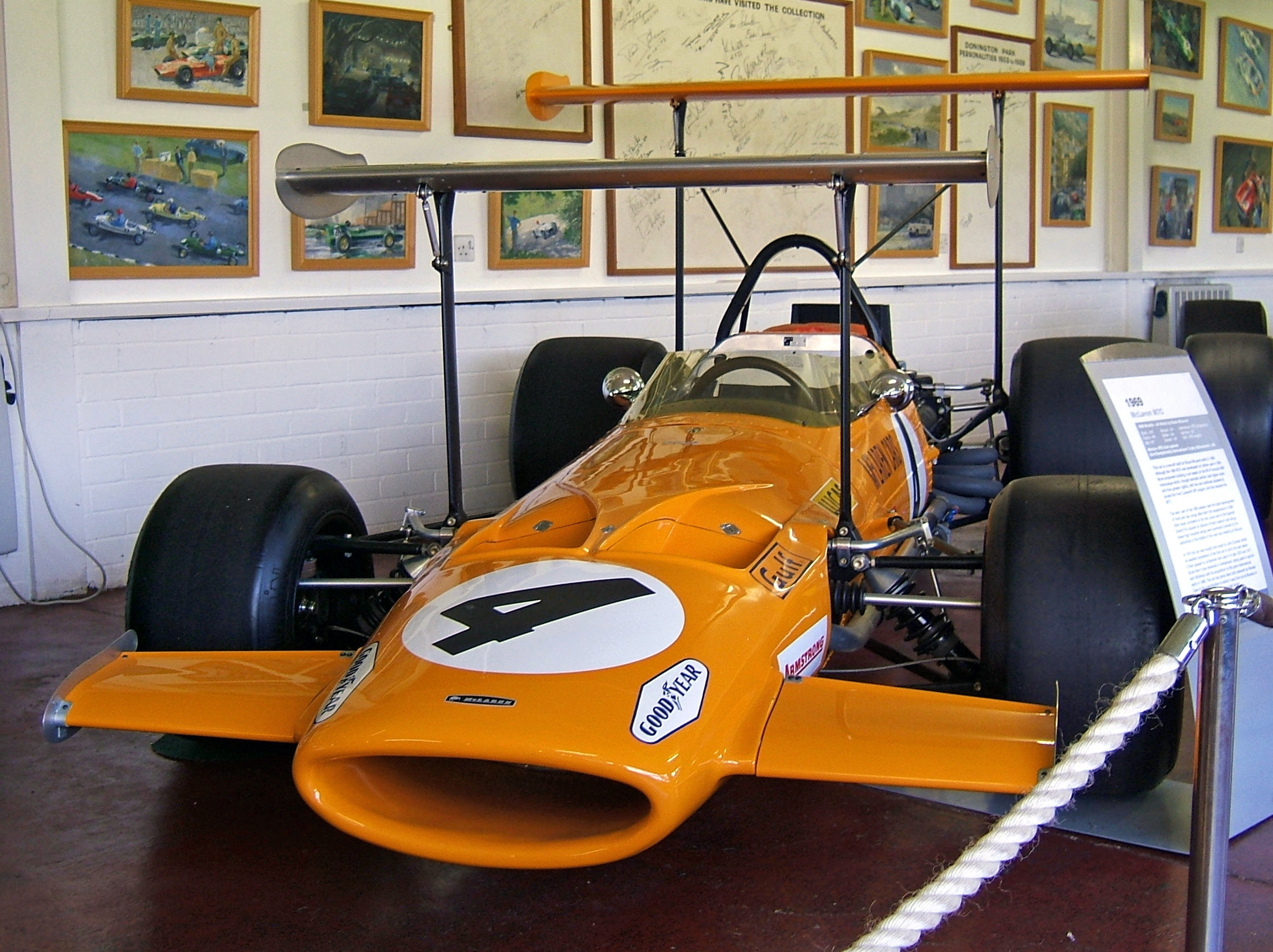
1968: die Teams begannen Front- und Heckflügel (in teils abenteuerlichen Konstruktionen) auf ihre Wagen zu montieren

### 1970er
| Saison (Rennen) | Teams & Fahrer     | Saisonüberblick | Fahrerwertung                                                                  | Konstrukteure                         |
| --------------- | ------------------ | --- | ------------------------------------------------------------------------------ | ------------------------------------- |
| 1970 (13)       | 21 Teams 50 Fahrer | Colin Chapman, Teamchef von Lotus präsentierte erneut eine technische Revolution: den Lotus 72, in Keilform, und mit seitlichen Kühlern. Auch Ken Tyrrell begann nach der Trennung von Matra mit dem Bau eigener Rennwagen, den Tyrrells. Die Saison gehörte allerdings Jochen Rindt auf Lotus. Tragischerweise verunglückte er beim Training in Monza tödlich, aber in den verbleibenden Rennen konnte ihn kein Fahrer mehr einholen, auch nicht sein schärfster Verfolger Jacky Ickx auf Ferrari. So wurde Rindt der erste und bislang einzige posthume Weltmeister der Formel-1-Geschichte. | Jochen Rindt (Lotus) Jacky Ickx (Ferrari) Clay Regazzoni (Ferrari)             | Lotus-Ford Ferrari March-Ford         |
| 1971 (11)       | 24 Teams 59 Fahrer | Der neue Tyrrell und dessen Fahrer Jackie Stewart erwiesen sich in diesem Jahr als erfolgreiche Kombination. In überlegener Weise gewannen sie ihren zweiten Weltmeistertitel. Eine Neuerung an den Wagen stellten die Slicks dar, profillose Reifen, die in verschiedenen (auf die Strecke anpassbaren) Gummimischungen zur Verfügung stehen. | Jackie Stewart (Tyrrell) Ronnie Peterson (March) François Cevert (Tyrrell)     | Tyrrell-Ford B.R.M. Ferrari           |
| 1972 (12)       | 19 Teams 47 Fahrer | In dieser Saison konnte Jackie Stewart seinen Titel nicht verteidigen, da ihn ein Magengeschwür erheblich beeinträchtigte (es wäre die erste Titelverteidigung seit Jack Brabham 1960 gewesen). Dadurch gewann der Brasilianer Emerson Fittipaldi auf Lotus seinen ersten Titel. Mit 25 Jahren war er bis zu Alonsos Triumph 2005 der jüngste Weltmeister der Geschichte. | Emerson Fittipaldi (Lotus) Jackie Stewart (Tyrrell) Denis Hulme (McLaren)      | Lotus-Ford Tyrrell-Ford McLaren-Ford  |
| 1973 (15)       | 18 Teams 49 Fahrer | Ungerade Jahre sind „Stewart-Jahre“, gemäß dieser Weisheit konnte der Schotte nach 1969 und 1971 seinen dritten Titel feiern. Die beiden Lotus von Fittipaldi und Peterson konnten ihn nur beschränkt fordern. Am Ende der Saison trat Stewart, der bis dahin nach Siegen erfolgreichste Fahrer, zurück, durch den Tod seines Teamkollegen Cevert ein Rennen früher als geplant. | Jackie Stewart (Tyrrell) Emerson Fittipaldi (Lotus) Ronnie Peterson (Lotus)    | Lotus-Ford Tyrrell-Ford McLaren-Ford  |
| 1974 (15)       | 30 Teams 76 Fahrer | Nach dem Rücktritt Stewarts zeigten viele Fahrer Titelambitionen. Clay Regazzoni und Niki Lauda im Ferrari, Jody Scheckter im Tyrrell oder Ronnie Peterson im Lotus. Weltmeister wurde jedoch erneut Emerson Fittipaldi, der am Saisonbeginn zu McLaren gewechselt war und so dem Team des 1970 tödlich verunglückten Bruce McLaren zu dessen erstem Titel verhalft. | Emerson Fittipaldi (McLaren) Clay Regazzoni (Ferrari) Jody Scheckter (Tyrrell) | McLaren-Ford Ferrari Tyrrell-Ford     |
| 1975 (14)       | 24 Teams 63 Fahrer | Seit elf Jahren hatte Enzo Ferrari auf einen Titel warten müssen. 1975 war es endlich wieder soweit. Auf dem neuen Ferrari 312T mit quer eingebautem Getriebe holte der Österreicher Niki Lauda seinen ersten Weltmeistertitel. | Niki Lauda (Ferrari) Emerson Fittipaldi (McLaren) Carlos Reutemann (Brabham)   | Ferrari Brabham-Ford McLaren-Ford     |
| 1976 (16)       | 28 Teams 54 Fahrer | Zunächst sah alles nach einer erfolgreichen Titelverteidigung für Lauda im Ferrari aus, doch sein schwerer Unfall am Nürburgring, den er nur knapp überlebte, und diverse FIA-Urteile brachten die Wende. Im völlig verregneten Schlussrennen in Japan stellte Lauda wegen Sicherheitsbedenken seinen Wagen ab und der frühere Hesketh-Pilot James Hunt konnte auf McLaren mit einem dritten Platz – nach einem Überholmanöver gegen Alan Jones in der letzten Runde – den WM-Titel erringen. Das auffälligste Auto des Jahres ist der sechsrädrige Tyrrell P34.                               | James Hunt (McLaren) Niki Lauda (Ferrari) Jody Scheckter (Tyrrell)             | Ferrari McLaren-Ford Tyrrell-Ford     |
| 1977 (17)       | 32 Teams 72 Fahrer | Das Überraschungsteam des Jahres hieß Walter Wolf Racing, dessen Fahrer Jody Scheckter das Kunststück zustande brachte, das erste Rennen des neuen Autos zu gewinnen. Im Kampf um den Titel setzte sich dennoch erneut Niki Lauda auf Ferrari durch. Lauda beendete nach Sicherstellung des WM-Titels die Saison jedoch nicht, weil Enzo Ferrari ihm die Vertragskündigung übel nahm und ihn für die letzten Rennen durch Gilles Villeneuve ersetzte. | Niki Lauda (Ferrari) Jody Scheckter (Wolf) Mario Andretti (Lotus)              | Ferrari Lotus-Ford McLaren-Ford       |
| 1978 (16)       | 25 Teams 58 Fahrer | Dem genialen Lotus-Teamchef Colin Chapman gelang 1978 mit dem Lotus 79, einer verbesserten Version des Lotus 78, erneut ein großer Wurf. Umgedrehte Flügel an den Seiten pressten den Wagen an den Boden und ermöglichten dadurch höhere Kurvengeschwindigkeiten. Der US-Amerikaner Mario Andretti gewann den Titel, der allerdings durch den Tod seines Teamkollegen Ronnie Peterson in Monza getrübt wurde. | Mario Andretti (Lotus) Ronnie Peterson (Lotus) Carlos Reutemann (Ferrari)      | Lotus-Ford Ferrari Brabham-Alfa Romeo |
| 1979 (15)       | 18 Teams 38 Fahrer | Der technische Vorsprung von Lotus war in diesem Jahr aufgebraucht. Andere Teams wie Ferrari, Williams und Ligier kopierten Chapmans Ideen. Das Team des Jahres hieß Ferrari: mit dem ruhigen Jody Scheckter und dem ungestümen Gilles Villeneuve erreichten sie Platz eins und zwei der Fahrer-WM. Mit dem Sieg des turbogetriebenen Renault in Frankreich und mehreren Erfolgen für die Bodeneffekt-Williams blitzte eine neue tendenzielle Entwicklung für die Zukunft der Formel 1 auf. | Jody Scheckter (Ferrari) Gilles Villeneuve (Ferrari) Alan Jones (Williams)     | Ferrari Williams-Ford Ligier-Ford     |

1970er
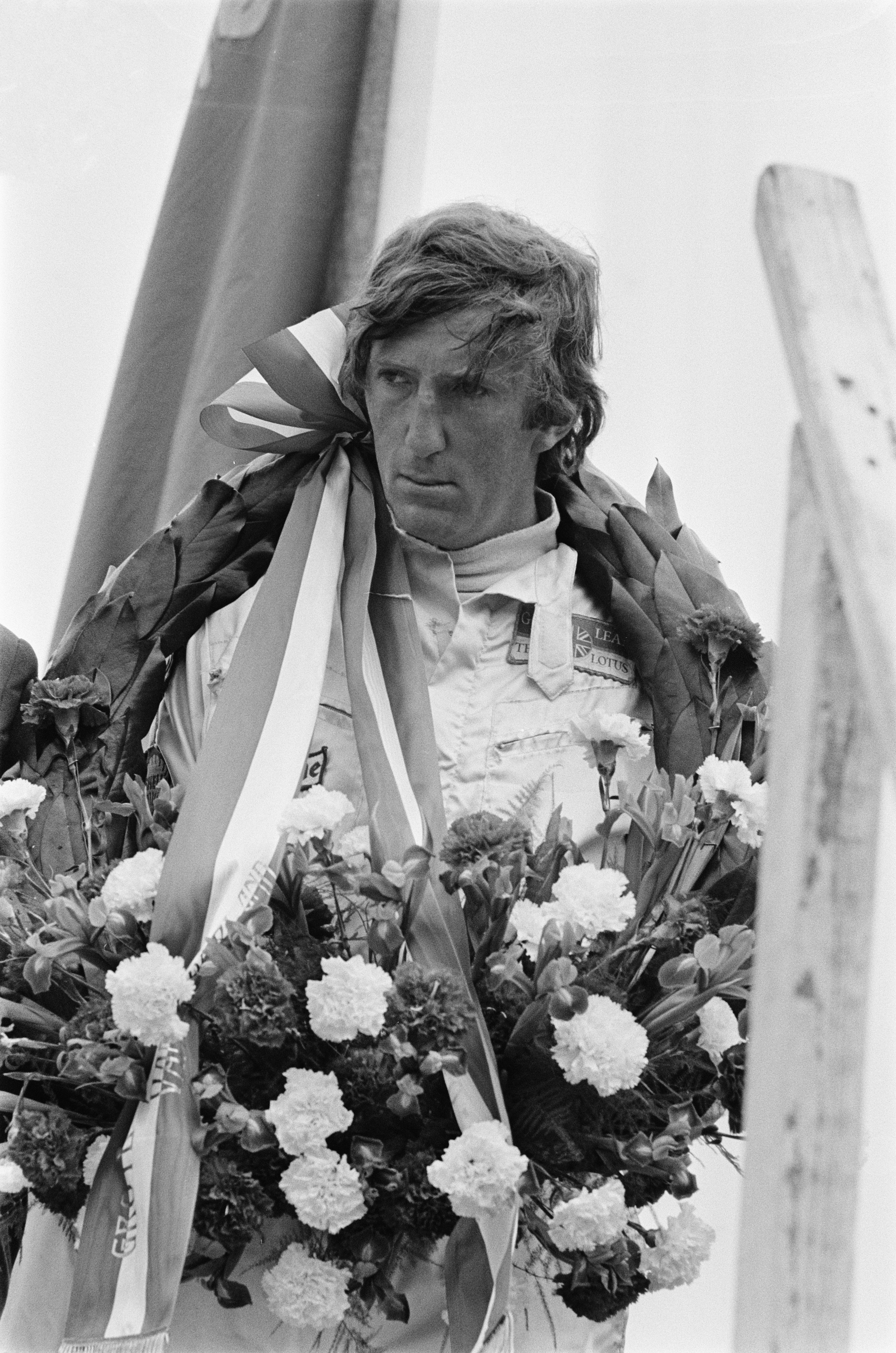
1970: Jochen Rindt, der bislang einzige postume F1-Weltmeister.
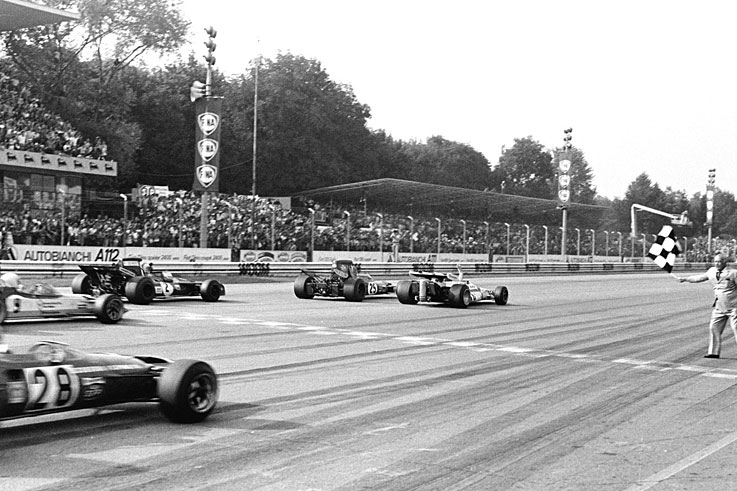
1971: Zieleinlauf in Monza. Sieger wird Peter Gethin auf B.R.M.
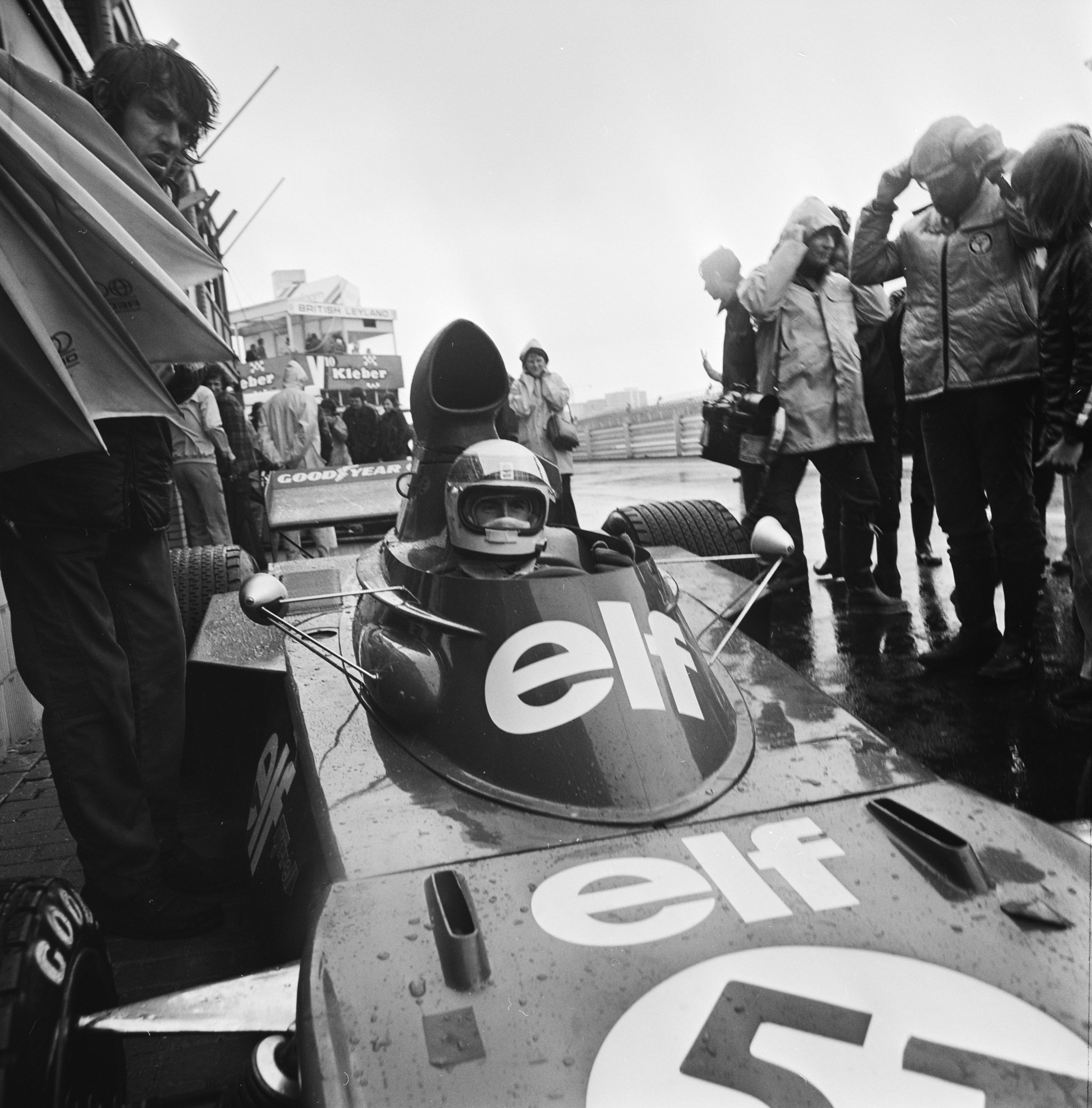
1973: Ungerade Jahre sind „Stewart-Jahre“, der Schotte feiert nach '69 und '71 seinen dritten Titel
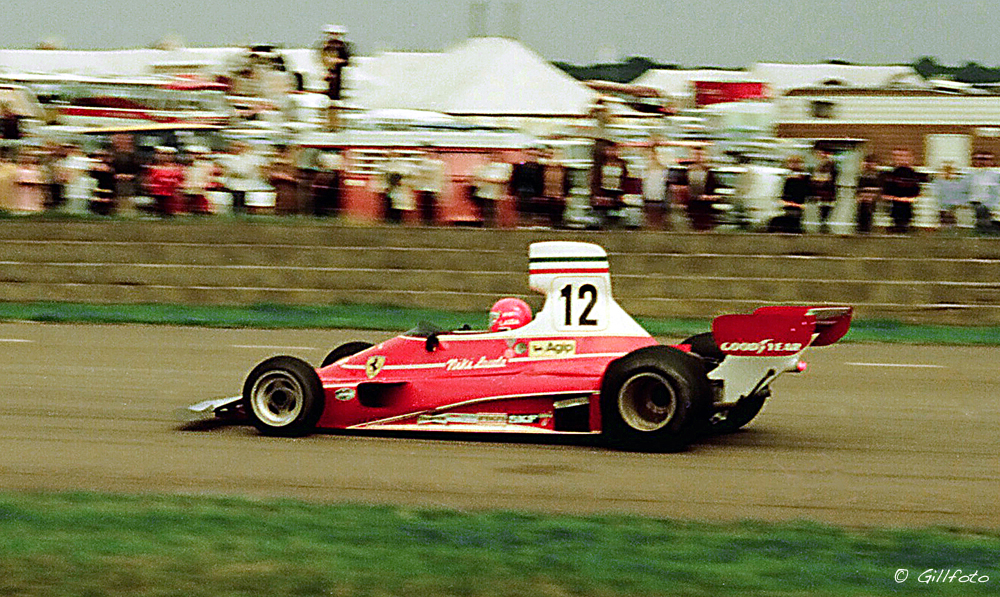
1975: Niki Lauda holt auf Ferrari 312T seinen ersten Titel
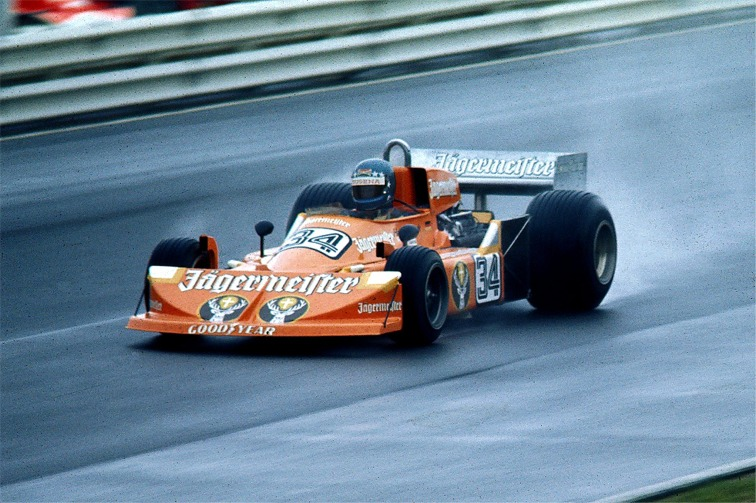
1976: Hans-Joachim Stuck im March-F1 auf dem Nürburgring
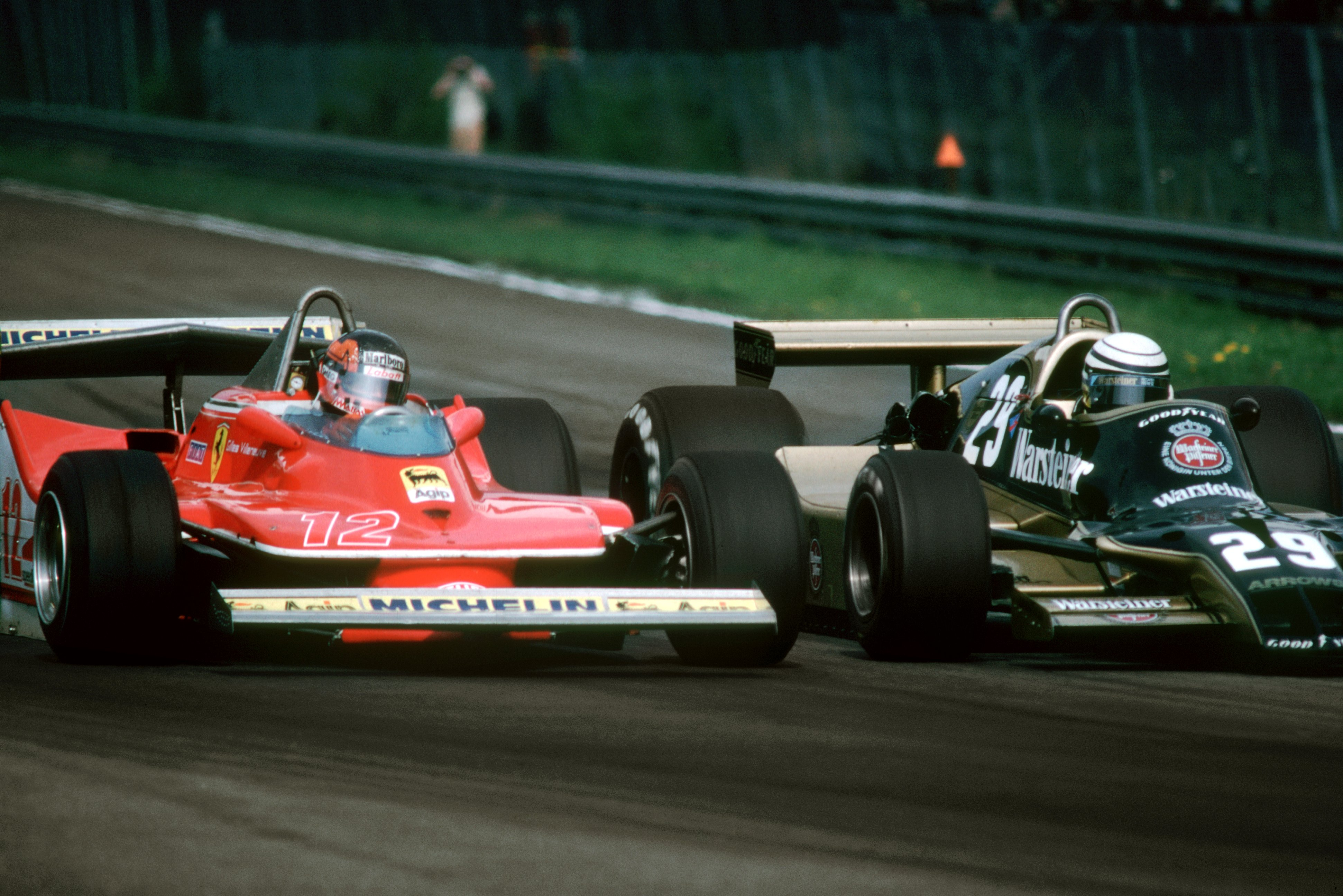
1979: Gilles Villeneuve und Ricardo Patrese in Zolder (Bel)

### 1980er
| Saison (Rennen) | Teams & Fahrer     | Saisonüberblick | Fahrerwertung                                                             | Konstrukteure                                       |
| --------------- | ------------------ | --- | ------------------------------------------------------------------------- | --------------------------------------------------- |
| 1980 (14)       | 19 Teams 45 Fahrer | Das Jahr war geprägt von Streitigkeiten zwischen den Teams und der Rennorganisation. Ein Grand Prix (in Spanien) wurde sogar annulliert. Im sportlichen Bereich waren die stärksten Teams Ligier, Brabham und Renault, an der Spitze stand jedoch der Australier Alan Jones im Williams. | Alan Jones (Williams) Nelson Piquet (Brabham) Carlos Reutemann (Williams) | Williams-Ford Ligier-Ford Brabham-Ford              |
| 1981 (15)       | 17 Teams 44 Fahrer | Neben Renault wechselte auch Ferrari zur Turbotechnik, die jedoch noch zu unausgereift war: nur zweimal gewann Gilles Villeneuve, sein Sieg in Spanien zählte jedoch zu den besten Leistungen eines GP-Fahrers. Um den Sieg stritten Brabham und Williams, der Titel ging letztlich an den Brasilianer Nelson Piquet (Brabham), einen Punkt vor Carlos Reutemann (Williams). | Nelson Piquet (Brabham) Carlos Reutemann (Williams) Alan Jones (Williams) | Williams-Ford Brabham-Ford RenaultT                 |
| 1982 (16)       | 17 Teams 44 Fahrer | Die Tragödie kehrte bei Ferrari ein: Gilles Villeneuve starb in Belgien und Didier Pironi musste nach einem schweren Trainingsunfall in Hockenheim seine Karriere beenden. So wurde 1982 ausgeglichen wie keine andere Saison, 16 Rennen sahen elf verschiedene Sieger. Ein einziger Sieg reichte Keke Rosberg auf Williams zum Titel. | Keke Rosberg (Williams) Didier Pironi (Ferrari) John Watson (McLaren)     | FerrariT McLaren-Ford RenaultT                      |
| 1983 (15)       | 16 Teams 35 Fahrer | Im Jahr 1983 entschied sich das Duell der Turbos gegen die herkömmlichen Saugmotoren endgültig zugunsten der Turbos. Nelson Piquet im von BMW angetriebenen Brabham wurde nach hartem Kampf mit Alain Prost im Turbo-Vorreiter-Team Renault erster Turboweltmeister der Formel-1-Geschichte. | Nelson Piquet (Brabham) Alain Prost (Renault) René Arnoux (Ferrari)       | Brabham-BMWT RenaultT FerrariT                      |
| 1984 (16)       | 15 Teams 39 Fahrer | Tankstopps wurden verboten und die Spritmenge begrenzt, es siegte nicht mehr der schnellste Fahrer, sondern der, der mit dem Benzin am besten haushalten konnte. McLaren konnte sich am besten darauf einstellen. Drei Jahre nach seinem Rücktritt war Niki Lauda 1982 zurückgekehrt und gewann am Ende der Saison mit 0,5 Punkten Vorsprung auf seinen Teamkollegen Alain Prost seinen dritten Weltmeistertitel. Im Regen von Monaco ließ ein junger Fahrer erstmals sein Talent aufblitzen: Ayrton Senna. Aber auch ein anderer, Stefan Bellof, zeigte sein Können auf eindrucksvolle Art und Weise. | Niki Lauda (McLaren) Alain Prost (McLaren) Elio de Angelis (Lotus)        | McLaren-TAG-PorscheT FerrariT Lotus-RenaultT        |
| 1985 (16)       | 17 Teams 42 Fahrer | Hatte Alain Prost 1983 und 1984 den Titel durch Ungeschick und Pech verloren, so konnte er 1985 endgültig triumphieren und auf McLaren Weltmeister werden. Alboreto im Ferrari und Senna im Lotus konnten ihn nicht fordern. | Alain Prost (McLaren) Michele Alboreto (Ferrari) Keke Rosberg (Williams)  | McLaren-TAG-PorscheT FerrariT Williams-HondaT       |
| 1986 (16)       | 14 Teams 33 Fahrer | Was keinem Fahrer seit Jack Brabham 1960 gelungen war, schaffte Prost 1986: die erfolgreiche Titelverteidigung. Er profitierte dabei allerdings vom Pech seiner Rivalen Nigel Mansell und Nelson Piquet im Williams. Benetton und Gerhard Berger gewinnen 1986 ihren ersten Grand Prix | Alain Prost (McLaren) Nigel Mansell (Williams) Nelson Piquet (Williams)   | Williams-HondaT McLaren-TAG-PorscheT Lotus-RenaultT |
| 1987 (16)       | 16 Teams 33 Fahrer | Was sich im Vorjahr schon angedeutet hatte, wurde 1987 Realität. Das beste Team des Jahres war Williams mit dem Honda-Turbo. Allerdings waren die Fahrer Piquet und Mansell arg zerstritten. Am Ende errang Piquet seinen dritten Weltmeistertitel. | Nelson Piquet (Williams) Nigel Mansell (Williams) Ayrton Senna (Lotus)    | Williams-HondaT McLaren-TAG-PorscheT Lotus-RenaultT |
| 1988 (16)       | 18 Teams 36 Fahrer | Motorenhersteller Honda war von Williams zu McLaren gewechselt, mit eindeutigem Ergebnis: 16 Rennen und 15 McLaren-Siege. Durch den Zweikampf der Erzrivalen Alain Prost und Ayrton Senna wurde die Saison dennoch spannend. Den einzigen Nicht-McLaren-Sieg feierte Gerhard Berger im Ferrari in Monza, vier Wochen nach dem Tod Enzo Ferraris. | Ayrton Senna (McLaren) Alain Prost (McLaren) Gerhard Berger (Ferrari)     | McLaren-HondaT FerrariT Benetton-Ford               |
| 1989 (16)       | 20 Teams 54 Fahrer | Turbomotoren wurden wegen der gewaltigen Leistungen verboten (für Trainingsmotoren wurden über 1400 PS kolportiert) und Saugmotoren durften ab sofort 3500 cm³ haben. Dennoch ging der Zweikampf der McLaren-Teamkollegen Prost und Senna weiter. Beim vorletzten Saisonrennen verwickelte Prost Senna in eine Kollision und feierte seinen dritten Weltmeistertitel. | Alain Prost (McLaren) Ayrton Senna (McLaren) Riccardo Patrese (Williams)  | McLaren-Honda Williams-Renault Ferrari              |

1980er
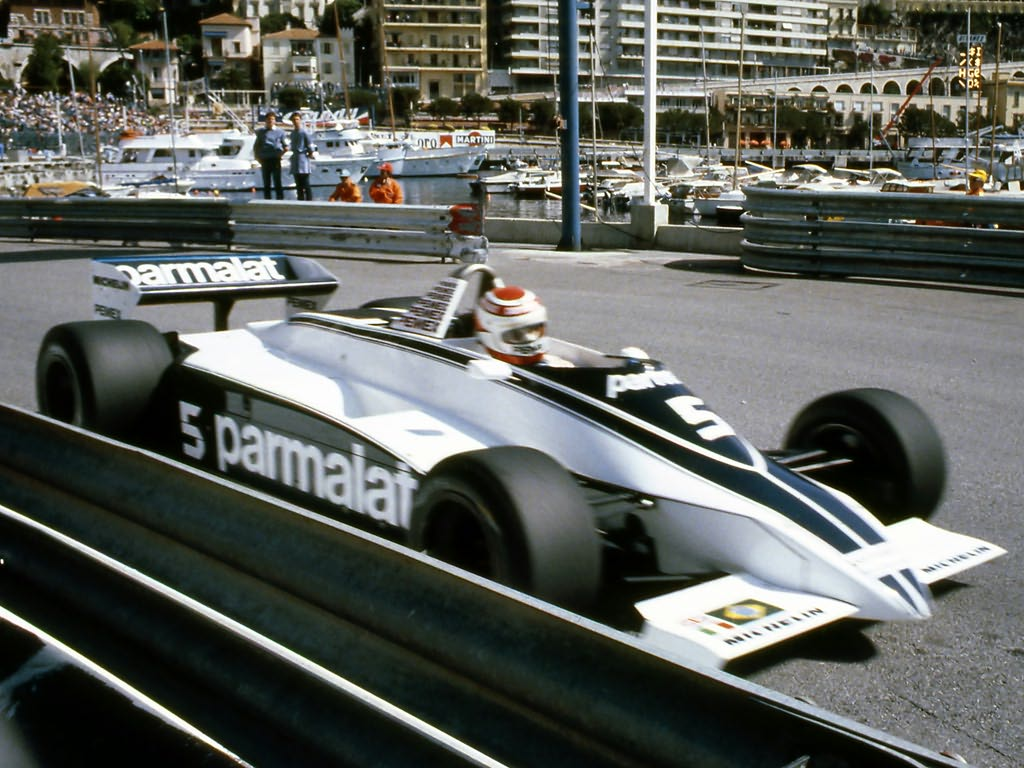
1981: Nelson Piquet auf Brabham in Monaco, auf dem Weg zum ersten Titel.
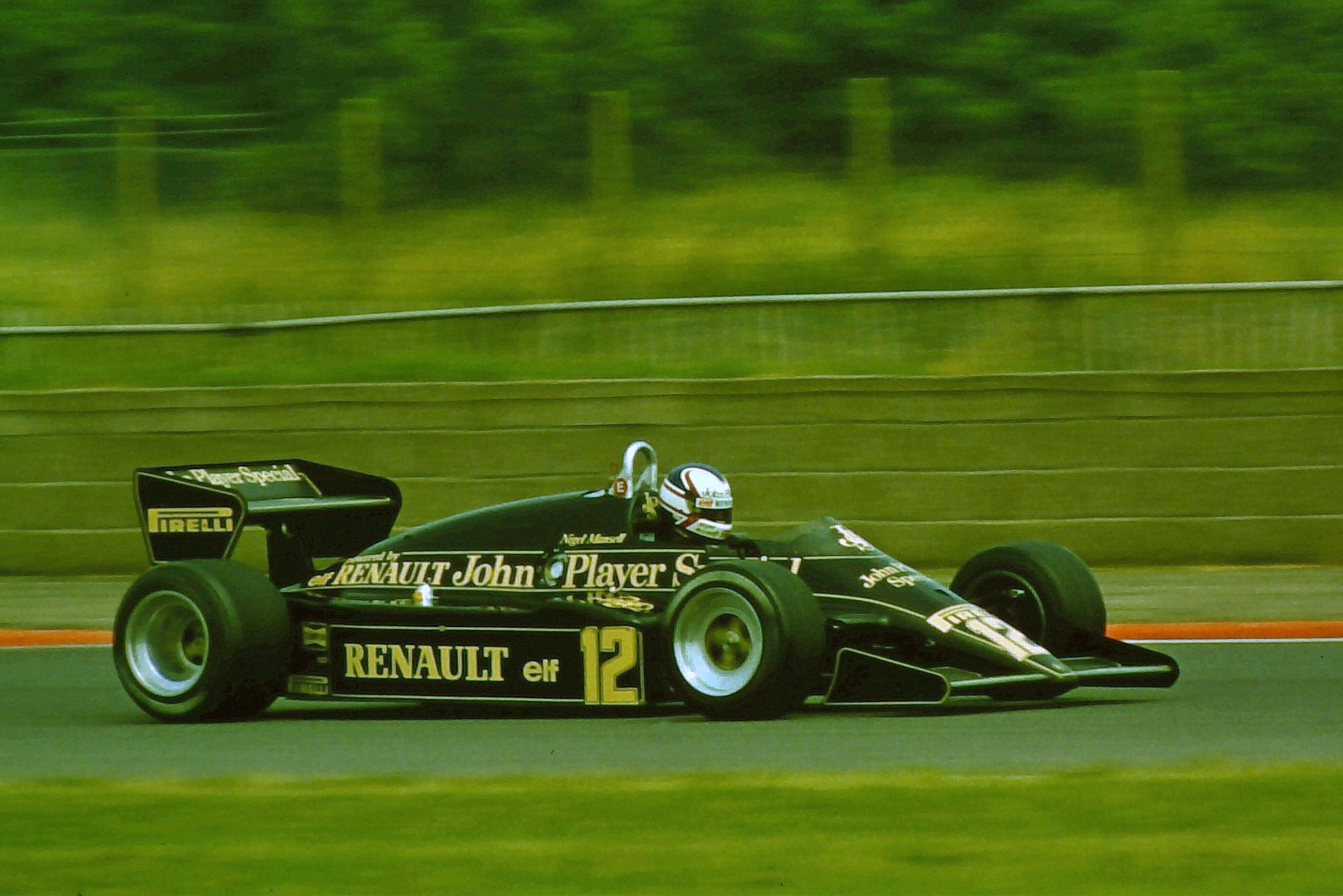
1983: Nigel Mansell im Lotus 94T beim Britischen GP
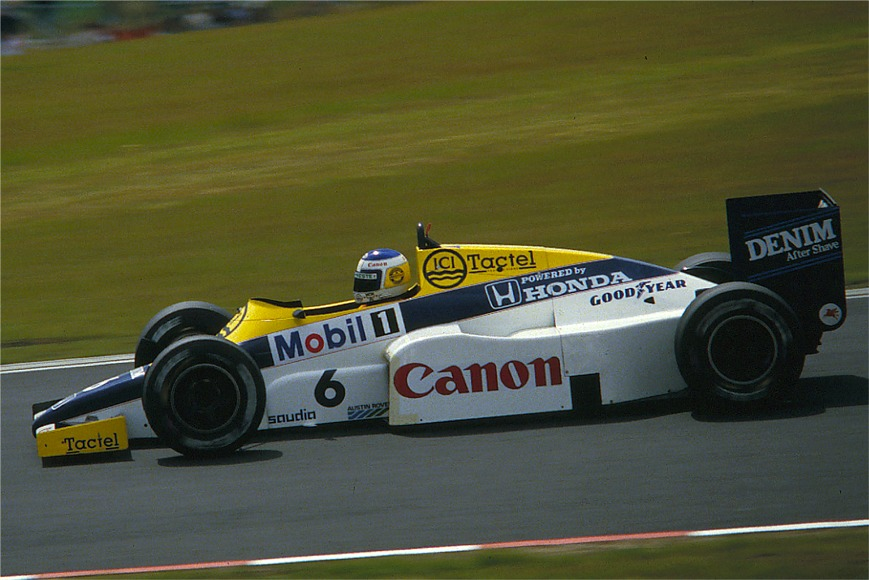
1985: Keke Rosberg im Williams–Honda FW 10 auf dem Nürburgring
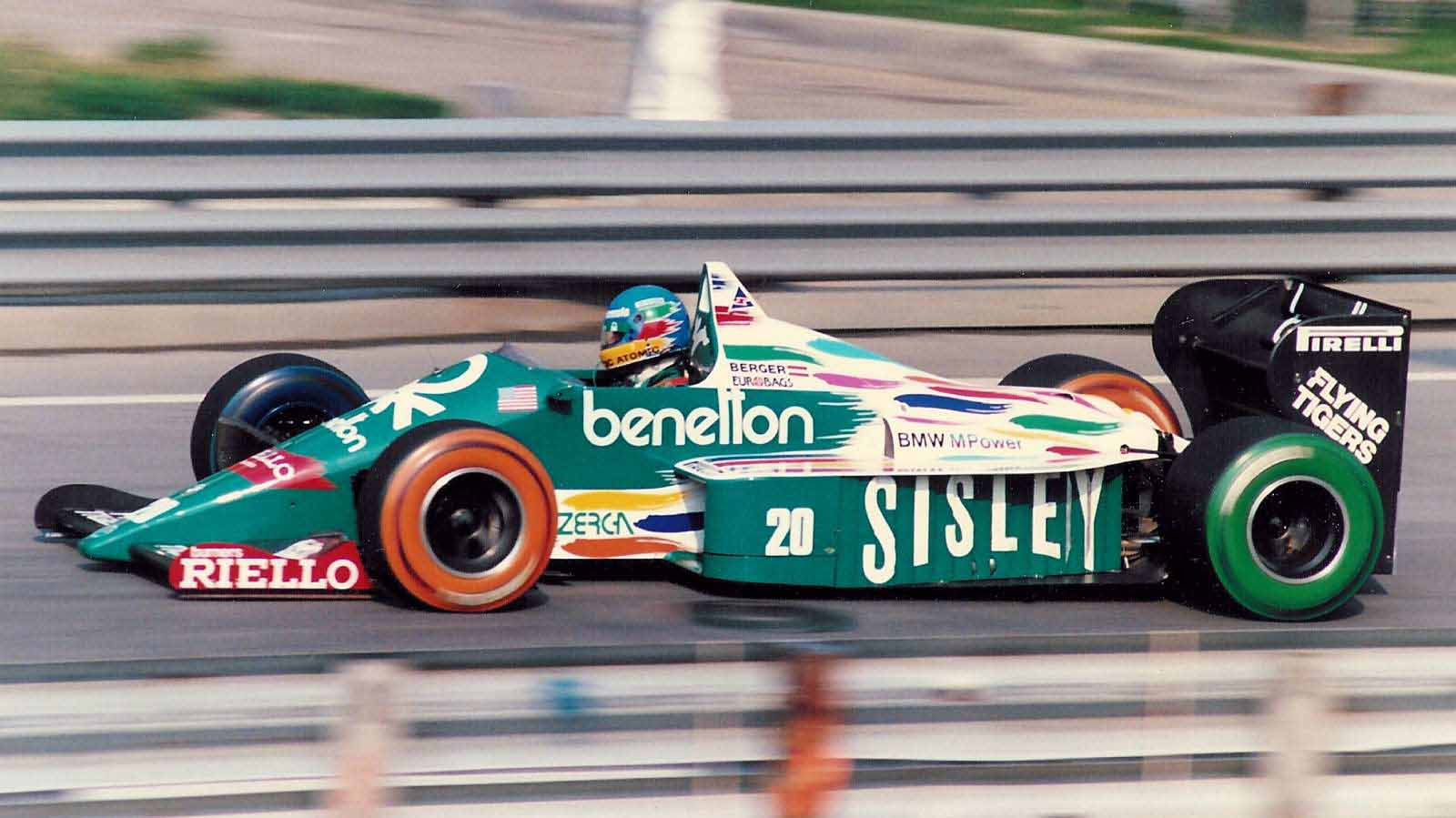
1986: Benetton und Gerhard Berger gewinnen 1986 ihren ersten Grand Prix
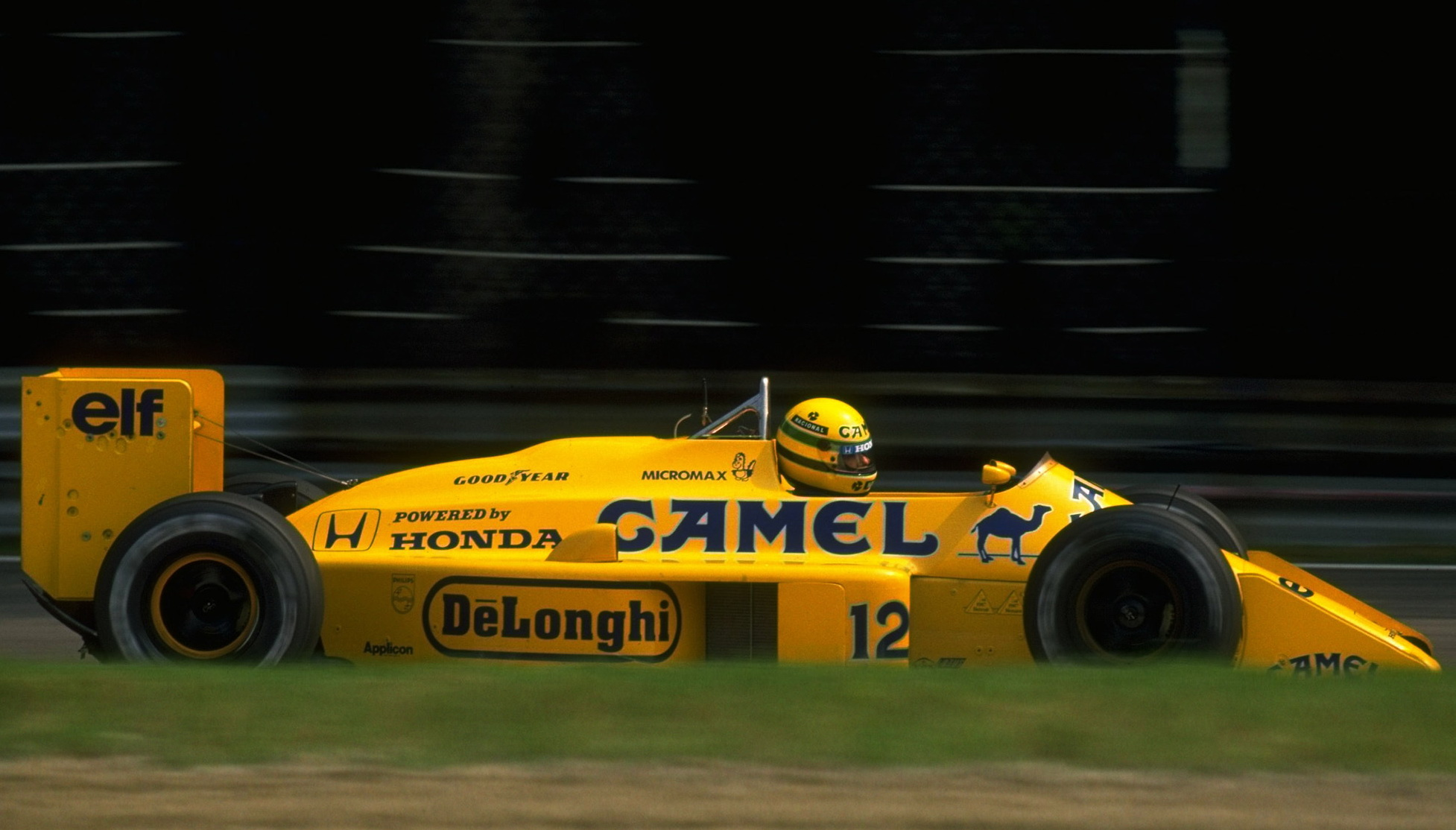
1987: Ayrton Senna auf Lotus 99T
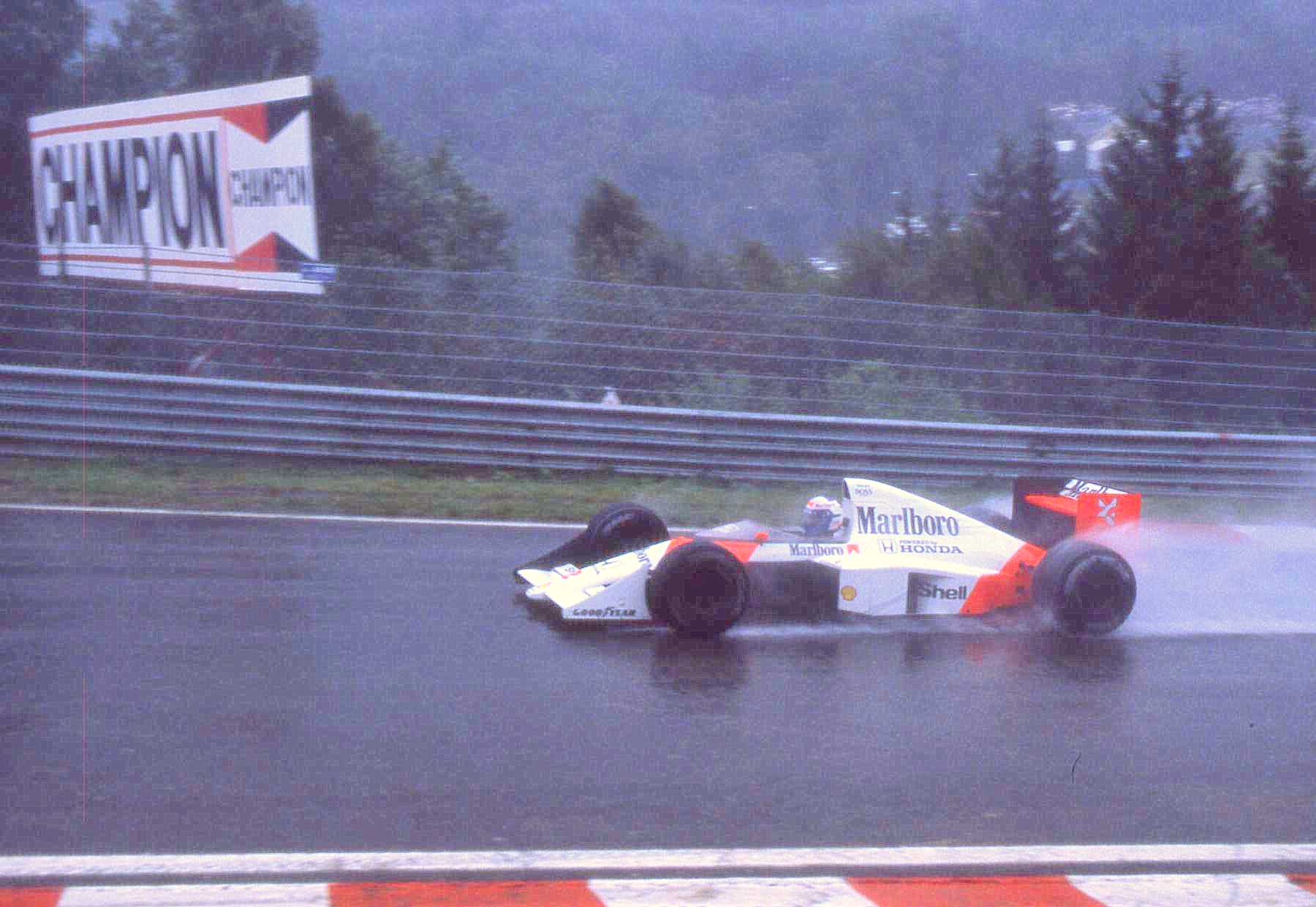
1989: Weltmeister Alain Prost auf McLaren im Regen von Spa-Francorchamps

### 1990er
| Saison (Rennen) | Saisonüberblick | Fahrerwertung                                                                            | Konstrukteure                                |
| --------------- | --- | ---------------------------------------------------------------------------------------- | -------------------------------------------- |
| 1990 (16)       | Ferrari war erfolgshungrig und hatte Weltmeister Prost engagiert. Bis zuletzt ist die WM zwischen ihm und Senna auf McLaren offen. Beim vorletzten Saisonrennen kam es zur Rache Sennas, er drängte Prost von der Strecke und bescherte sich damit neben einer strengen Verwarnung den zweiten Weltmeistertitel. | Ayrton Senna (McLaren) Alain Prost (Ferrari) Nelson Piquet (Benetton)                    | McLaren-Honda Ferrari Benetton-Ford          |
| 1991 (16)       | Ferrari war nicht mehr konkurrenzfähig. Prost verglich das Fahrverhalten mit dem eines Lastwagens und wurde darauf von Ferrari entlassen. Ayrton Senna im McLaren verteidigte seinen Titel trotz heftiger Gegenwehr von Mansell im Williams erfolgreich. Legendäres Debüt von Michael Schumacher in Spa. | Ayrton Senna (McLaren) Nigel Mansell (Williams) Riccardo Patrese (Williams)              | McLaren-Honda Williams-Renault Ferrari       |
| 1992 (16)       | Es war das Jahr des Briten Nigel Mansell im überlegenen Williams. Neun Saisonsiege in 16 Rennen waren damals ein Rekordergebnis und bescherten ihm seinen langverdienten Titel. Erstmals seit langem fuhr auch ein junger Deutscher nach ganz oben auf das Siegespodest: Michael Schumacher. | Nigel Mansell (Williams) Riccardo Patrese (Williams) Michael Schumacher (Benetton)       | Williams-Renault McLaren-Honda Benetton-Ford |
| 1993 (16)       | Für 1993 hatte sich Prost den Nummer-1-Sitz im überlegenen Williams gesichert und niemand konnte ihm seinen vierten Weltmeistertitel streitig machen. Am Ende der Saison trat er mit 4 Titeln und 51 Siegen, so viel wie kein anderer damals, zurück. Alain Prost, der sich mit einem zweiten Platz beim Großen Preis von Portugal vorzeitig den vierten Weltmeistertitel seiner Karriere sicherte, scheiterte mit 13 Trainingsbestzeiten während der Saison knapp an der Bestmarke von Nigel Mansell aus dem Jahr 1992 (14). Prost beendete zum Jahresende seine Karriere. | Alain Prost (Williams) Ayrton Senna (McLaren) Damon Hill (Williams)                      | Williams-Renault McLaren-Honda Benetton-Ford |
| 1994 (16)       | Ayrton Senna im Williams war erklärter Favorit auf den Weltmeistertitel 1994. Da passierte die Tragödie: Er verunglückte in Imola ebenso wie Roland Ratzenberger tödlich. Weltmeister wurde allerdings nicht sein Teamkollege Damon Hill, sondern Michael Schumacher im Benetton, trotz einer Sperre wegen nicht beachteter schwarzer Flaggen und illegaler Veränderungen am Auto. Beim Training zum Großen Preis von Monaco verunglückte Karl Wendlinger so schwer, dass er mehrere Wochen im Koma lag und einige Zeit später seine Formel-1-Karriere beenden musste. | Michael Schumacher (Benetton) Damon Hill (Williams) Gerhard Berger (Ferrari)             | Williams-Renault Benetton-Ford Ferrari       |
| 1995 (17)       | Nach dem Fiasko in Imola wird der Hubraum auf 3 Liter reduziert. Schumacher im Benetton, dieses Jahr mit Renault-Motor gegen Damon Hill im Williams, das Duell des Vorjahres ging weiter. Am Ende konnte der Deutsche überlegen seinen zweiten Titel feiern. Wegen der Tankaffäre beim Großen Preis von Brasilien (Verwendung nicht regelkonformen Treibstoffs) bekamen die Teams Benetton und Williams ihre zehn bzw. sechs Punkte aus diesem Rennen aberkannt. Im Abschlusstraining des Australien-Grand-Prix in Adelaide schlug Mika Häkkinen in einen Reifenstapel und verletzte sich schwer. Mit einem Luftröhrenschnitt konnten die Ärzte ihm letztlich das Leben retten. | Michael Schumacher (Benetton) Damon Hill (Williams) David Coulthard (Williams)           | Benetton-Renault Williams-Renault Ferrari    |
| 1996 (16)       | 17 Jahre waren seit Ferraris letztem Fahrertitel vergangen, nun holte man den Weltmeister Schumacher ins Team. Der Wagen war jedoch zu langsam und unzuverlässig, sodass mehr als Achtungserfolge nicht möglich waren. Damon Hill gewann vor Jacques Villeneuve zum einzigen Mal die Fahrerweltmeisterschaft. Williams-Renault wurde zum 8. Mal Konstrukteursweltmeister. | Damon Hill (Williams) Jacques Villeneuve (Williams) Michael Schumacher (Ferrari)         | Williams-Renault Ferrari Benetton-Renault    |
| 1997 (17)       | Damon Hill war zu Arrows gewechselt, und so war der Weg frei für den Williams-Piloten Jacques Villeneuve. Als zweiter Fahrer bei Williams wurde der Deutsche Heinz-Harald Frentzen verpflichtet. Ein verzweifelter Versuch, Villeneuve im Kampf um den Titel von der Strecke zu rammen, endet für Michael Schumacher mit dem Verlust aller Punkte und des Vize-Weltmeistertitels. | Jacques Villeneuve (Williams) Heinz-Harald Frentzen (Williams) David Coulthard (McLaren) | Williams-Renault Ferrari Benetton-Renault    |
| 1998 (16)       | Nach dem Rückzug des Motorenlieferanten Renault kann Williams nicht an seine früheren Leistungen anschließen, auch Ferrari ist noch zu schwach. So kommt es zum Comeback des dominanten Teams der 1980er Jahre in Verbindung mit dem dominanten Motor der 1930er- und frühen 1950er-Jahre, die Kombination McLaren-Mercedes-Benz war die beste des Jahres 1998. Mika Häkkinen feierte seinen ersten Titel. | Mika Häkkinen (McLaren) Michael Schumacher (Ferrari) David Coulthard (McLaren)           | McLaren-Mercedes Ferrari Williams-Mecachrome |
| 1999 (16)       | Endlich schien Ferrari stark genug, mit Schumacher nach langem Warten wieder den Titel zu holen, da brach er sich bei einem Unfall in Silverstone das Bein. Ferrari gewann zwar den Konstrukteurstitel, der prestigeträchtigere Fahrertitel ging aber erneut an Mika Häkkinen im McLaren. Der Finne fuhr dieses Jahr aber nicht so souverän wie im letzten Jahr. Nicht zuletzt deshalb hatte Ferrari-Fahrer Nr. 2, der Nordire Eddie Irvine, bis zum letzten Rennen noch WM-Chancen. | Mika Häkkinen (McLaren) Eddie Irvine (Ferrari) Heinz-Harald Frentzen (Jordan)            | Ferrari McLaren-Mercedes Jordan-Mugen        |

1990er
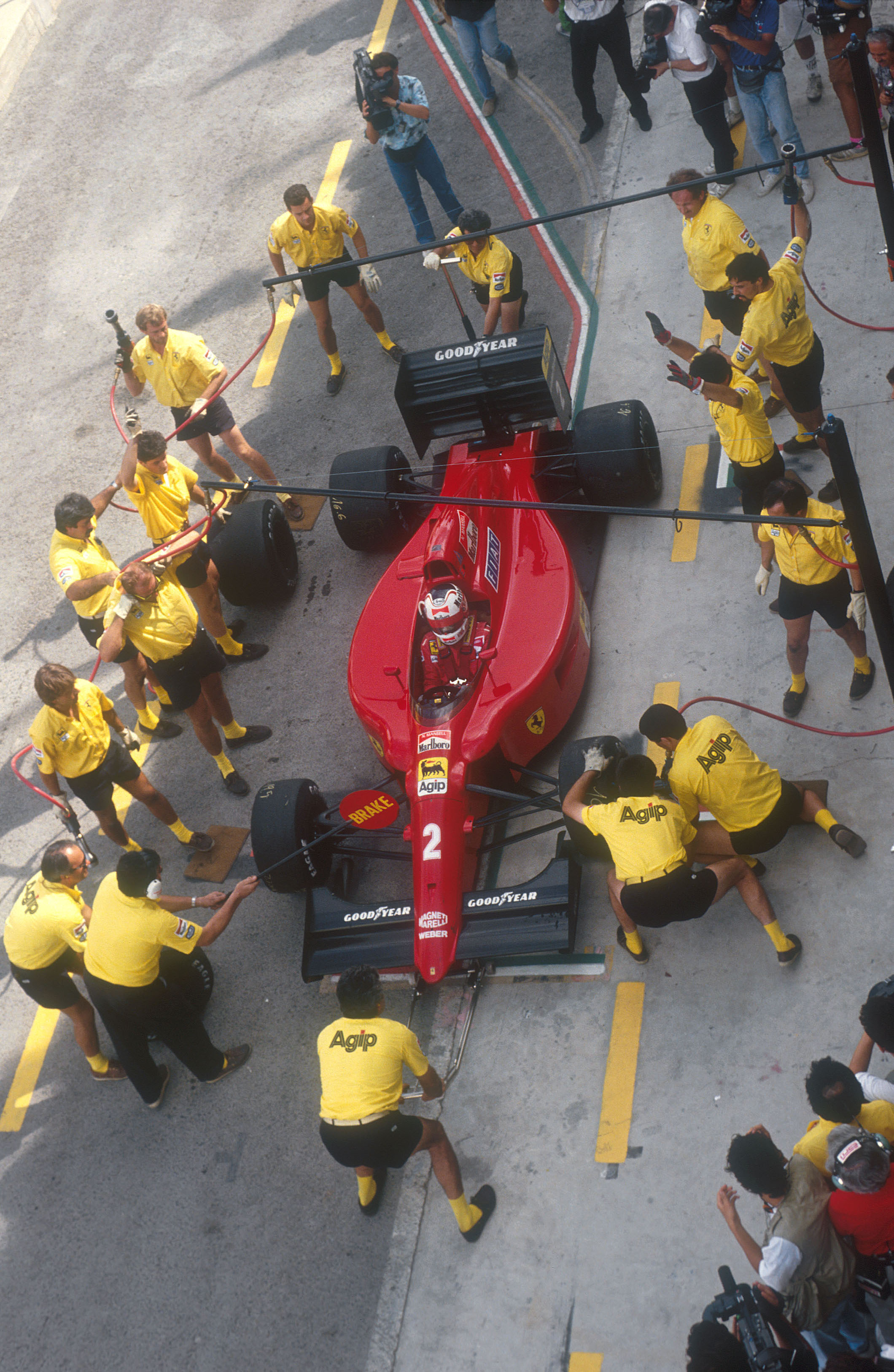
1990: Nigel Mansell beim Boxenstopp in Jerez
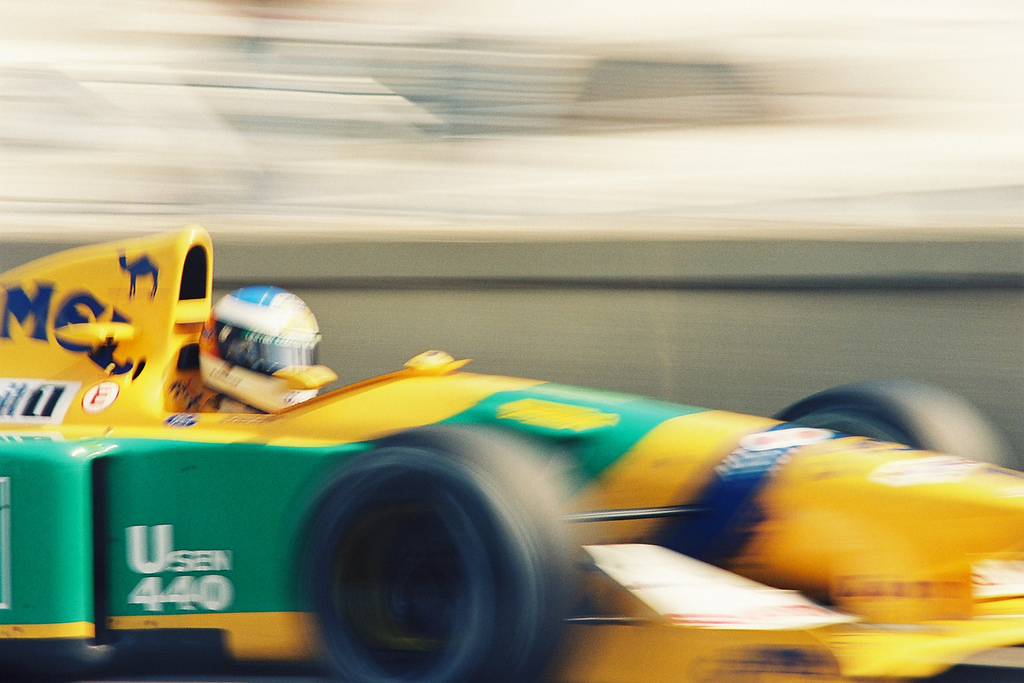
1991: Michael Schumacher debütiert in Belgien auf Jordan, im nächsten Rennen auf Benetton
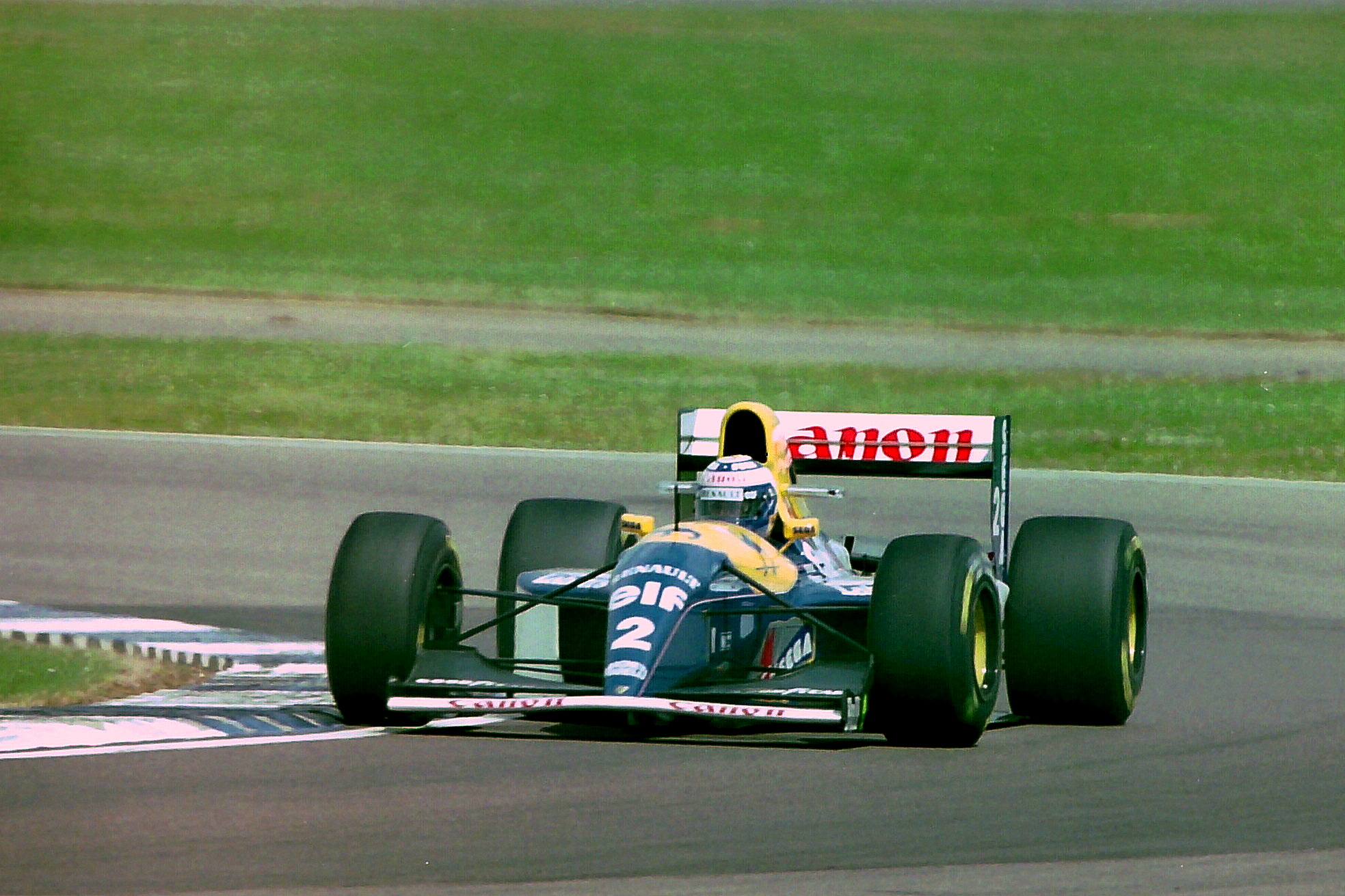
1993: Alain Prost in Silverstone. Er beendet die Saison und seine Karriere als Weltmeister
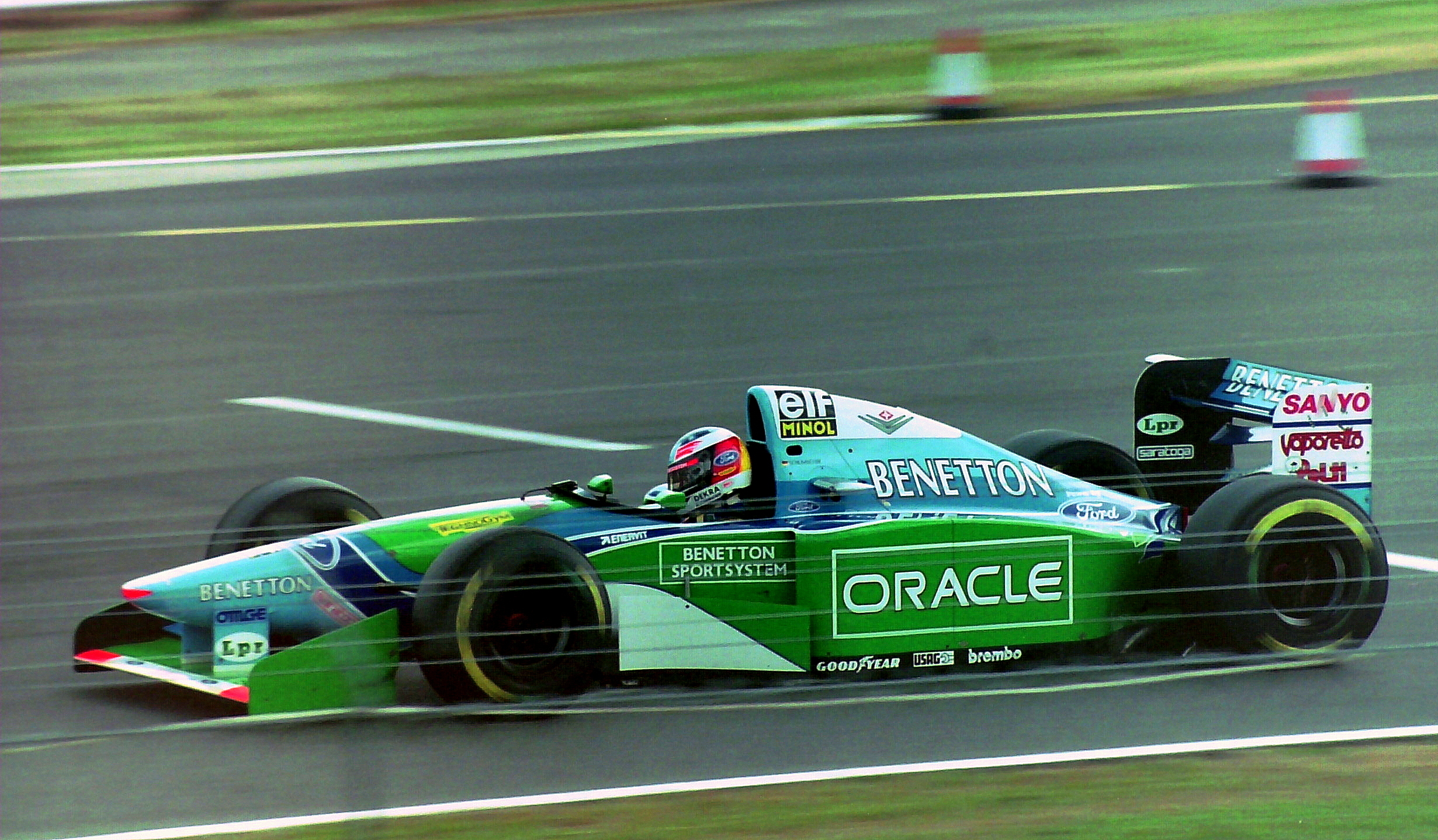
1994: Michael Schumacher holt mit dem Benetton B194 seinen ersten Weltmeistertitel
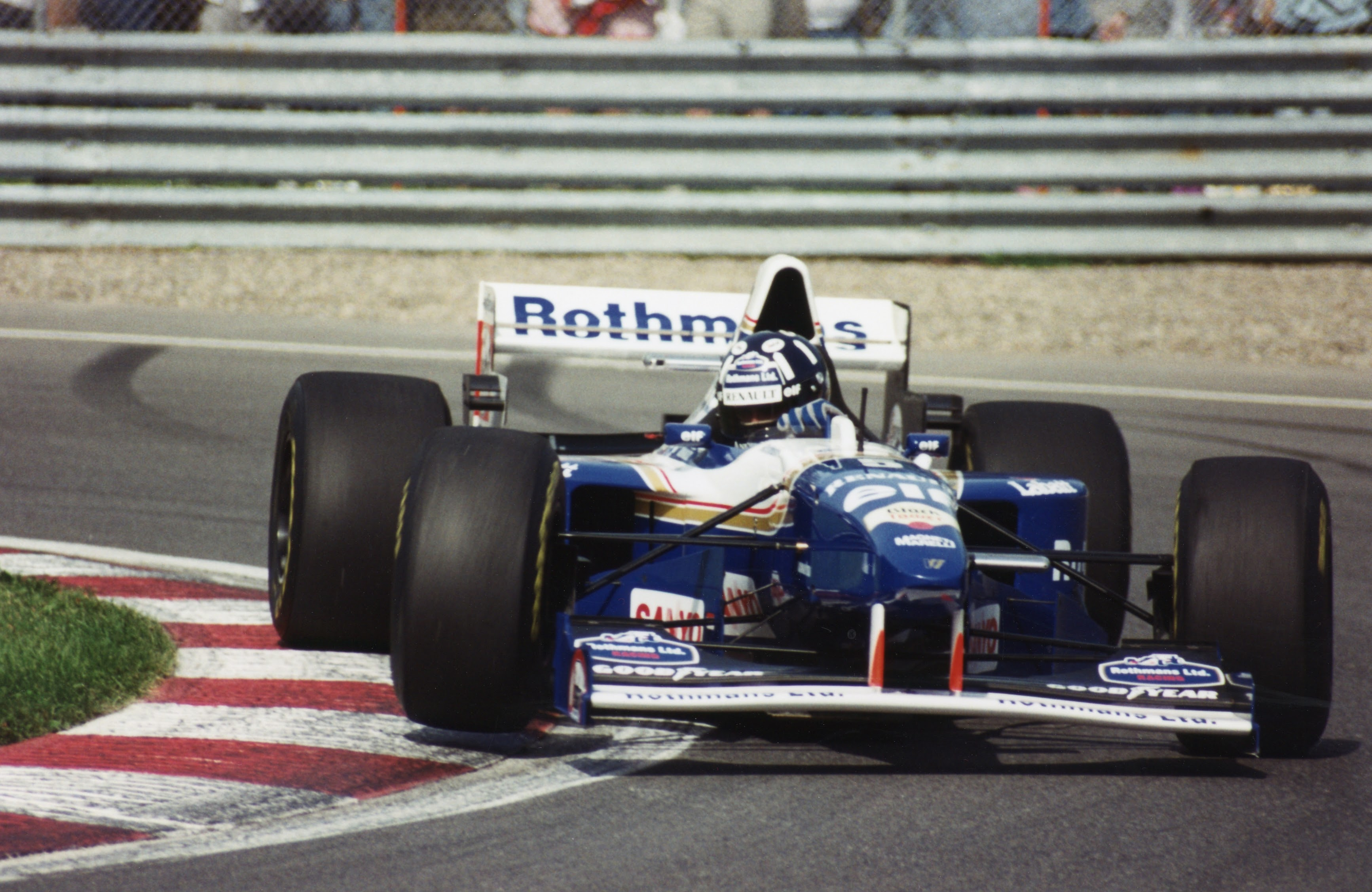
1996: Damon Hill holt sich nach der Vizeweltmeisterschaft '94 und '95 endlich die Krone
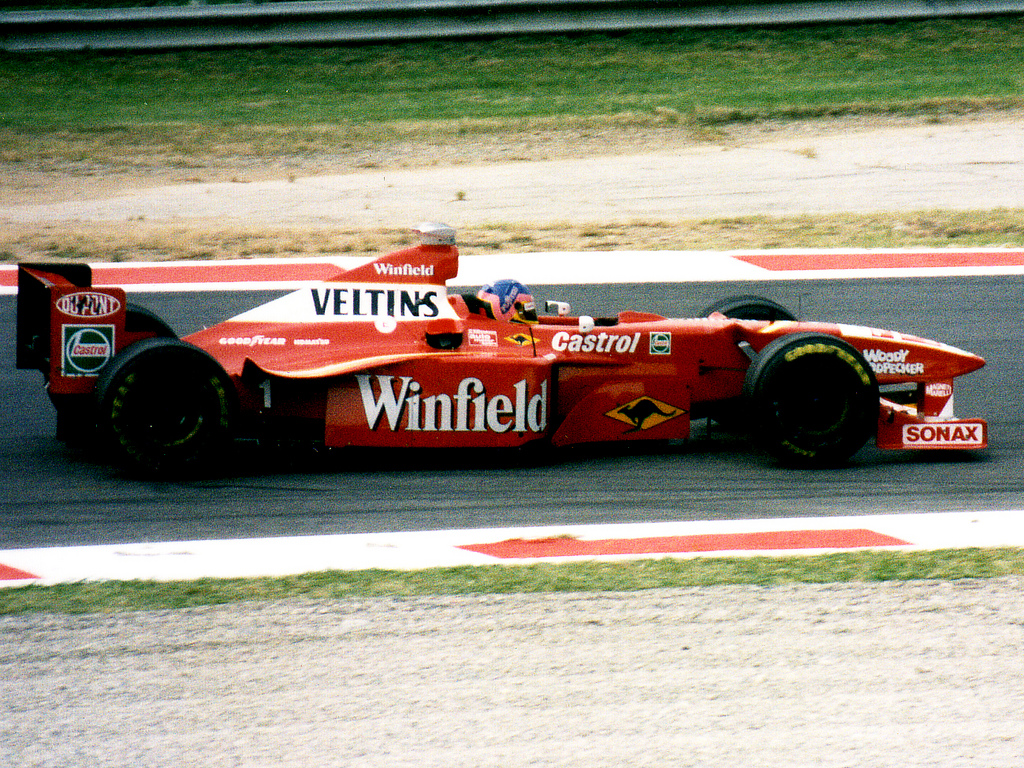
1998: Jacques Villeneuve, Weltmeister von '97, in Monza.

### 2000er
| Saison (Rennen) | Saisonüberblick | Fahrerwertung                                                                           | Konstrukteure                                    |
| --------------- | --- | --------------------------------------------------------------------------------------- | ------------------------------------------------ |
| 2000 (17)       | Nach 21 Jahren hatte die Durststrecke für Ferrari ein Ende. Michael Schumacher gewann seinen dritten Titel, seinen ersten für das italienische Team. Häkkinen musste sich mit Rang zwei begnügen, die Bilder der roten Perücken des Ferrari-Teams gingen um die Welt. | Michael Schumacher (Ferrari) Mika Häkkinen (McLaren) David Coulthard (McLaren)          | Ferrari McLaren-Mercedes Williams-BMW            |
| 2001 (17)       | Zum vierten Saisonlauf wurde die Traktionskontrolle wieder eingeführt. Die Weltmeisterschaft konnte Schumacher dank seines fahrerischen Könnens und der Zuverlässigkeit seines Ferrari in fulminanter Weise im fünften Rennen vor Saisonende verteidigen. Sein langjähriger Rivale Mika Häkkinen konnte ihm nicht zuletzt wegen seines anfälligen McLaren-Mercedes kein Paroli bieten. Schumachers Überlegenheit gegenüber Häkkinen ergibt sich auch in den Trainingsduellen (15:2 für Schumacher). Neben der Fahrermeisterschaft konnte Ferrari auch die Konstrukteurswertung für sich entscheiden. | Michael Schumacher (Ferrari) David Coulthard (McLaren) Rubens Barrichello (Ferrari)     | Ferrari McLaren-Mercedes Williams-BMW            |
| 2002 (17)       | Mit Hilfe der schier unglaublichen Zuverlässigkeit seines Ferraris (17 Podiumsplätze in ebenso vielen Rennen) dominierte Michael Schumacher die Saison 2002 vollständig. Mit seinem fünften Titel stellte er den Rekord Fangios ein. Teamkollege Rubens Barrichello macht mit Gesamtrang 2, 4 Siegen und 10 Podiumsplätzen die Dominanz von Ferrari perfekt, das Team gewinnt exakt die Hälfte aller insgesamt zu vergebenden Punkte. | Michael Schumacher (Ferrari) Rubens Barrichello (Ferrari) Juan Pablo Montoya (Williams) | Ferrari Williams-BMW McLaren-Mercedes            |
| 2003 (16)       | Eine wichtige Regeländerung in dieser Saison war eine Veränderung des Punktesystems (10-8-6-5-4-3-2-1), welche den zweiten Platz aufwerten und somit eine zu vorzeitige WM-Entscheidung verhindern sollte. Das wiedergegründete Renault-Team kehrte in die Formel 1 zurück. Junge Fahrer wie Kimi Räikkönen und Juan Pablo Montoya rüttelten kräftig am Thron Michael Schumachers. Am Ende behielt dieser aber knapp die Oberhand vor Kimi Räikkönen und konnte Titel Nummer Sechs erlangen. | Michael Schumacher (Ferrari) Kimi Räikkönen (McLaren) Juan Pablo Montoya (Williams)     | Ferrari Williams-BMW McLaren-Mercedes            |
| 2004 (18)       | Hatte man vor Saisonbeginn mit einer ausgeglichenen Saison gerechnet, so dominierte Michael Schumacher auf Ferrari vollständig und konnte 13 von 18 Rennen gewinnen. Hinter Ferrari konnten sich die neuen Teams BAR und Renault vor Williams und McLaren in der Konstrukteurs-WM durchsetzen. | Michael Schumacher (Ferrari) Rubens Barrichello (Ferrari) Jenson Button (BAR)           | Ferrari BAR-Honda Renault                        |
| 2005 (19)       | Die Weltmeisterschaft entwickelte sich zum Duell zwischen dem Spanier Fernando Alonso auf Renault und dem Finnen Kimi Räikkönen auf McLaren, das der Spanier letztlich vor allem dank der Unzuverlässigkeit des McLarens für sich entscheiden konnte. Michael Schumacher, der Dominator der letzten Jahre, konnte in die WM-Entscheidung nicht eingreifen und gewann nur ein einziges Rennen, den Skandal-Grand-Prix in Indianapolis. | Fernando Alonso (Renault) Kimi Räikkönen (McLaren) Michael Schumacher (Ferrari)         | Renault McLaren-Mercedes Ferrari                 |
| 2006 (18)       | Die Saison wurde ab Mitte des Jahres spannend. Zu diesem Zeitpunkt startete Michael Schumacher seine Aufholjagd auf Fernando Alonso. Am 10. September verkündete Schumacher seinen schon seit längerer Zeit erwarteten Rücktritt. Im vorletzten Rennen der Saison erlitt er allerdings, bei Punktegleichstand, einen Motorschaden und somit war sein Traum geplatzt – Alonso wurde zum zweiten Mal Weltmeister. | Fernando Alonso (Renault) Michael Schumacher (Ferrari) Felipe Massa (Ferrari)           | Renault Ferrari McLaren-Mercedes                 |
| 2007 (17)       | Mit Lewis Hamilton führte lange Zeit ein Formel-1-Neuling in der Fahrerwertung vor seinem McLaren-Mercedes-Teamkollegen und amtierenden Weltmeister Fernando Alonso sowie Kimi Räikkönen im Ferrari. Erst im letzten Rennen setzte sich der bis dahin drittplatzierte Finne Kimi Räikkönen an die Spitze und holte seinen ersten WM-Titel mit jeweils einem Punkt Vorsprung auf Lewis Hamilton und Fernando Alonso. Ferrari gelang es in den letzten drei Rennen besser als McLaren-Mercedes abzuschneiden, um sich dennoch die nicht mehr erreichbar geglaubte Konstrukteursweltmeisterschaft zu sichern. Aufgrund der Spionageaffäre wurden McLaren-Mercedes alle Punkte für die Konstrukteurs-WM aberkannt. | Kimi Räikkönen (Ferrari) Lewis Hamilton (McLaren) Fernando Alonso (McLaren)             | Ferrari BMW Sauber Renault                       |
| 2008 (18)       | Die Saison wurde wie im Jahr zuvor von McLaren-Mercedes, Ferrari und zum ersten Mal auch von dem von BMW übernommenen Sauber-Team dominiert. Nach mehreren Weltmeisterschaftsführungswechseln fiel die Fahrerentscheidung erst in den letzten Sekunden des letzten Rennens, diesmal allerdings für Lewis Hamilton, der in der letzten Kurve Felipe Massa zum Vize-Weltmeister machte. Die Konstrukteursweltmeisterschaft gewann wie 2007 Ferrari. BMW-Sauber wurde Dritter. Als jüngster Sieger eines Formel-1-Grand-Prix machte in Monza der damals 21-jährige Sebastian Vettel im unterlegenen Toro Rosso auf sich aufmerksam. | Lewis Hamilton (McLaren) Felipe Massa (Ferrari) Kimi Räikkönen (Ferrari)                | Ferrari McLaren-Mercedes BMW Sauber              |
| 2009 (17)       | Durch ein deutlich verändertes technisches Reglement wird das Feld deutlich durcheinandergemischt, die etablierten Teams spielten vor allem zu Saisonbeginn nur eine Nebenrolle. Das von Ross Brawn übernommene und in Brawn GP umbenannte Honda Racing F1 dominierte die erste Saisonhälfte und fuhr in sieben Rennen sechs Siege ein. In der zweiten Saisonhälfte wurde die Leistung des Teams jedoch schwächer und es konnten nur noch unregelmäßig Erfolge gefeiert werden. Dennoch führte Jenson Button nach jedem Wertungslauf die Weltmeisterschaft an und wurde bereits im vorletzten Rennen Weltmeister. Zweiter wurde der Deutsche Sebastian Vettel in einem Wagen von Red Bull Racing. Dritter wurde Buttons Teamkollege Rubens Barrichello. Die Saison war vor allem wegen ihrer Unwägbarkeit interessant. BMW Sauber und Toyota beendeten nach dem letzten Rennen in Abu Dhabi ihr Formel-1-Engagement. | Jenson Button (Brawn GP) Sebastian Vettel (Red Bull) Rubens Barrichello (Brawn GP)      | Brawn-Mercedes Red Bull-Renault McLaren-Mercedes |

2000er
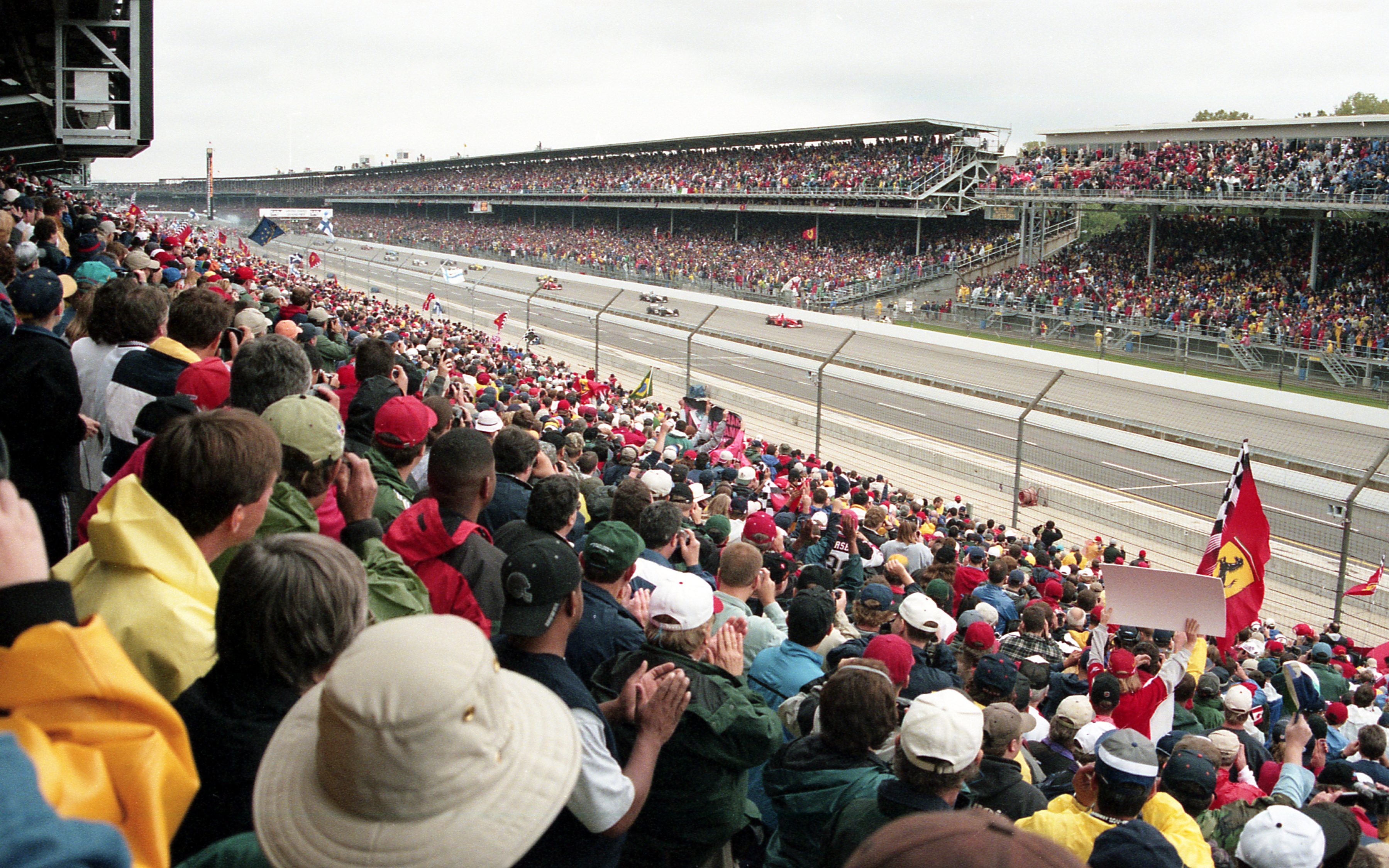
2000: Der Start des United States Grand Prix in Indianapolis
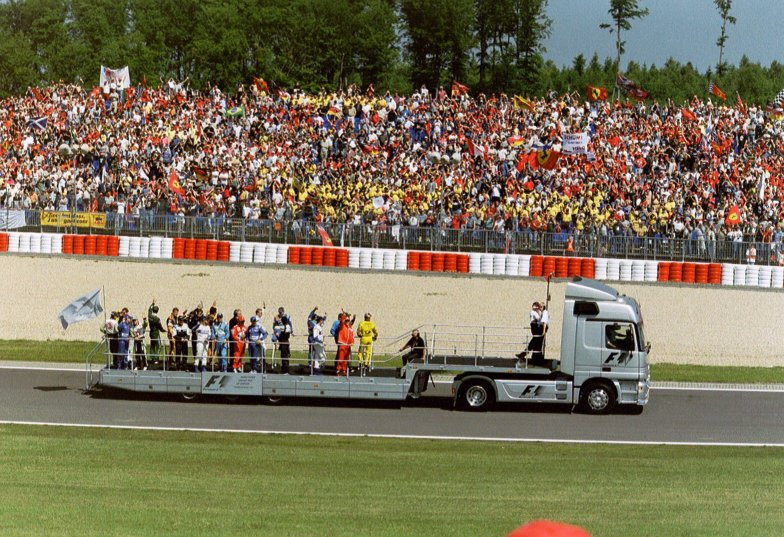
2001: Fahrerparade beim „Großen Preis von Europa“ auf dem Nürburgring
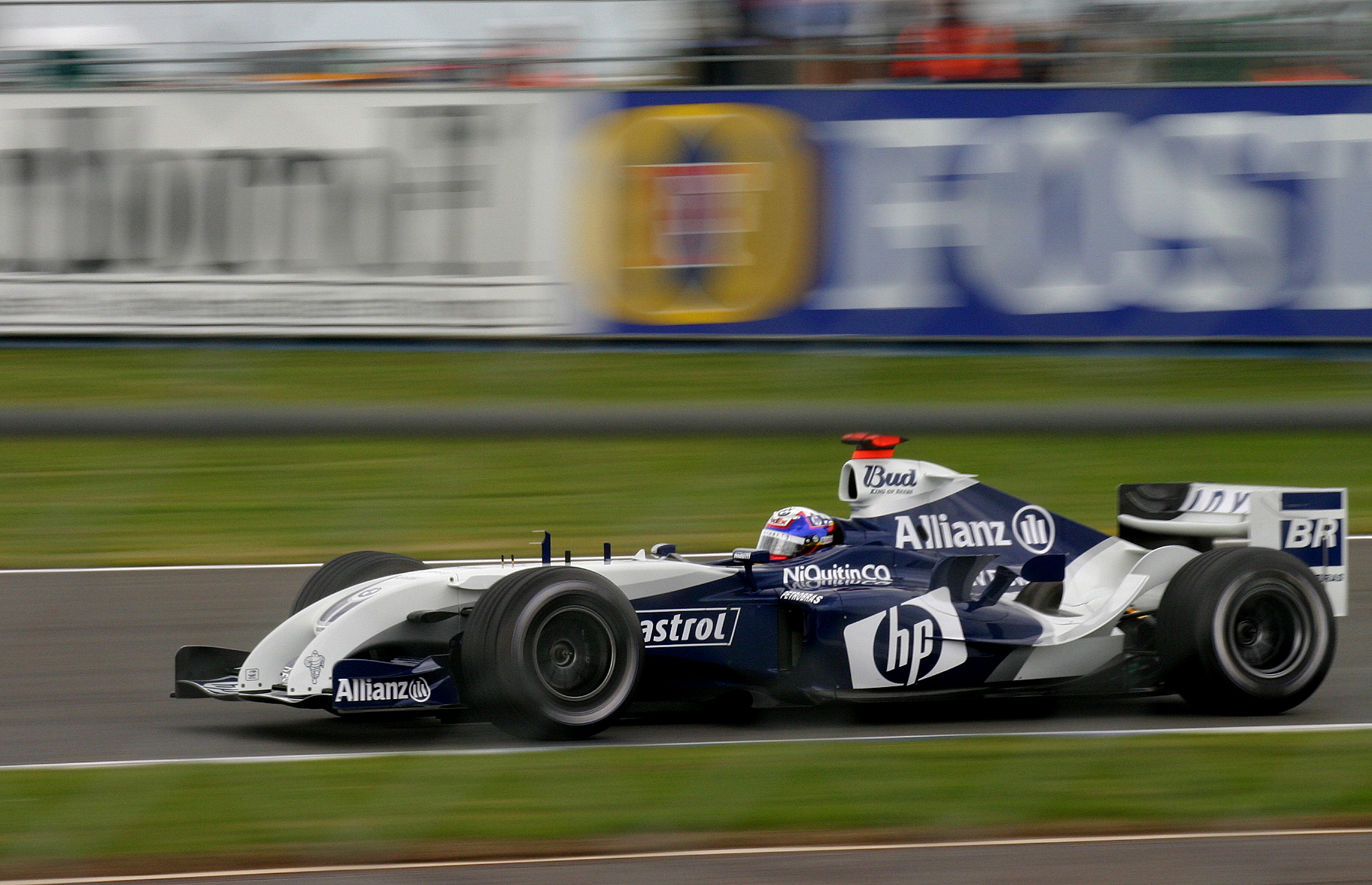
2004: Juan Pablo Montoya auf Williams FW26 in Silverstone
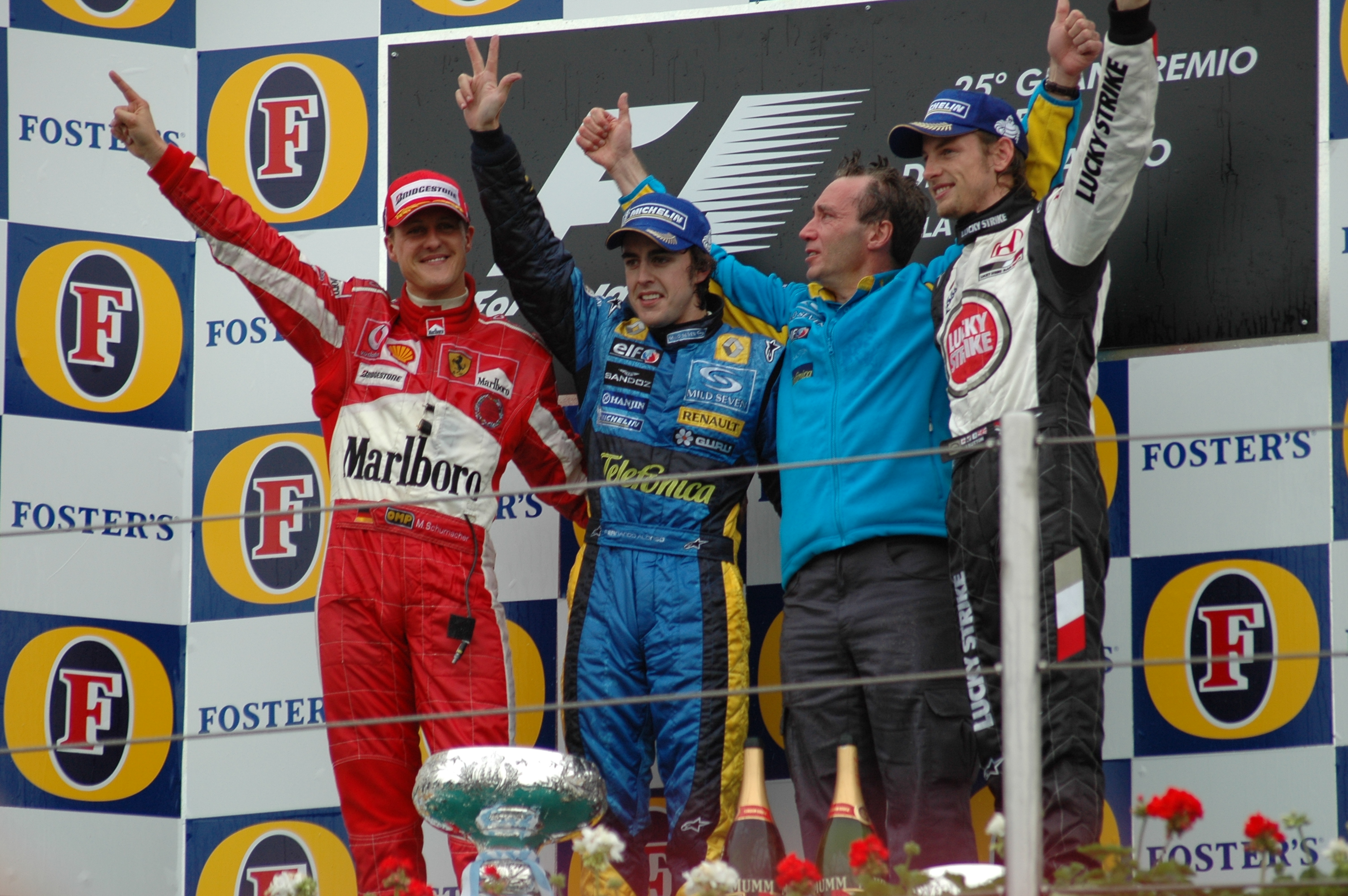
2005: Fernando Alonso (Mitte) steht auch am Saisonende Ganz oben
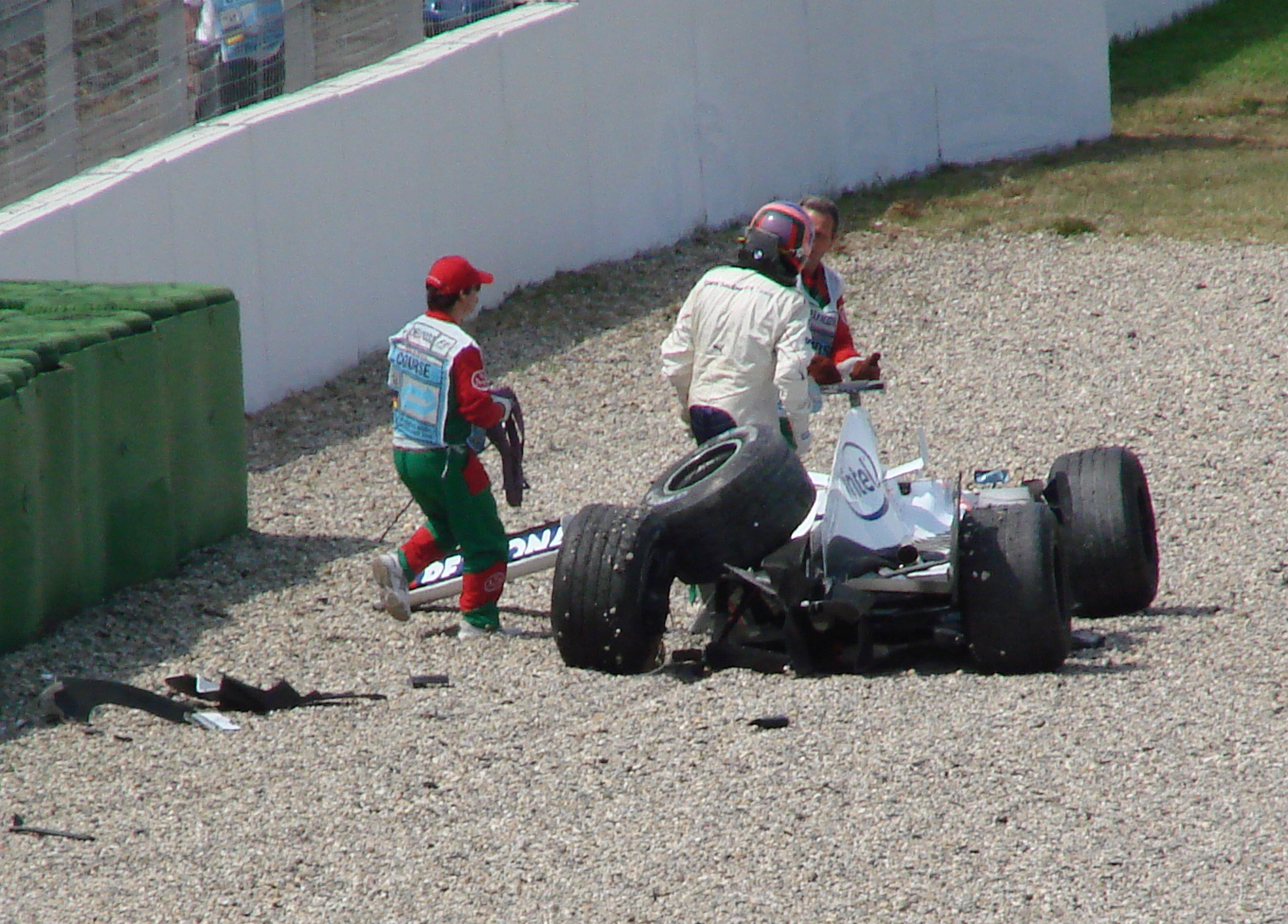
2006: Jaques Villeneuve verabschiedet sich quasi aus dem Kiesbett von Hockenheim direkt in den Ruhestand
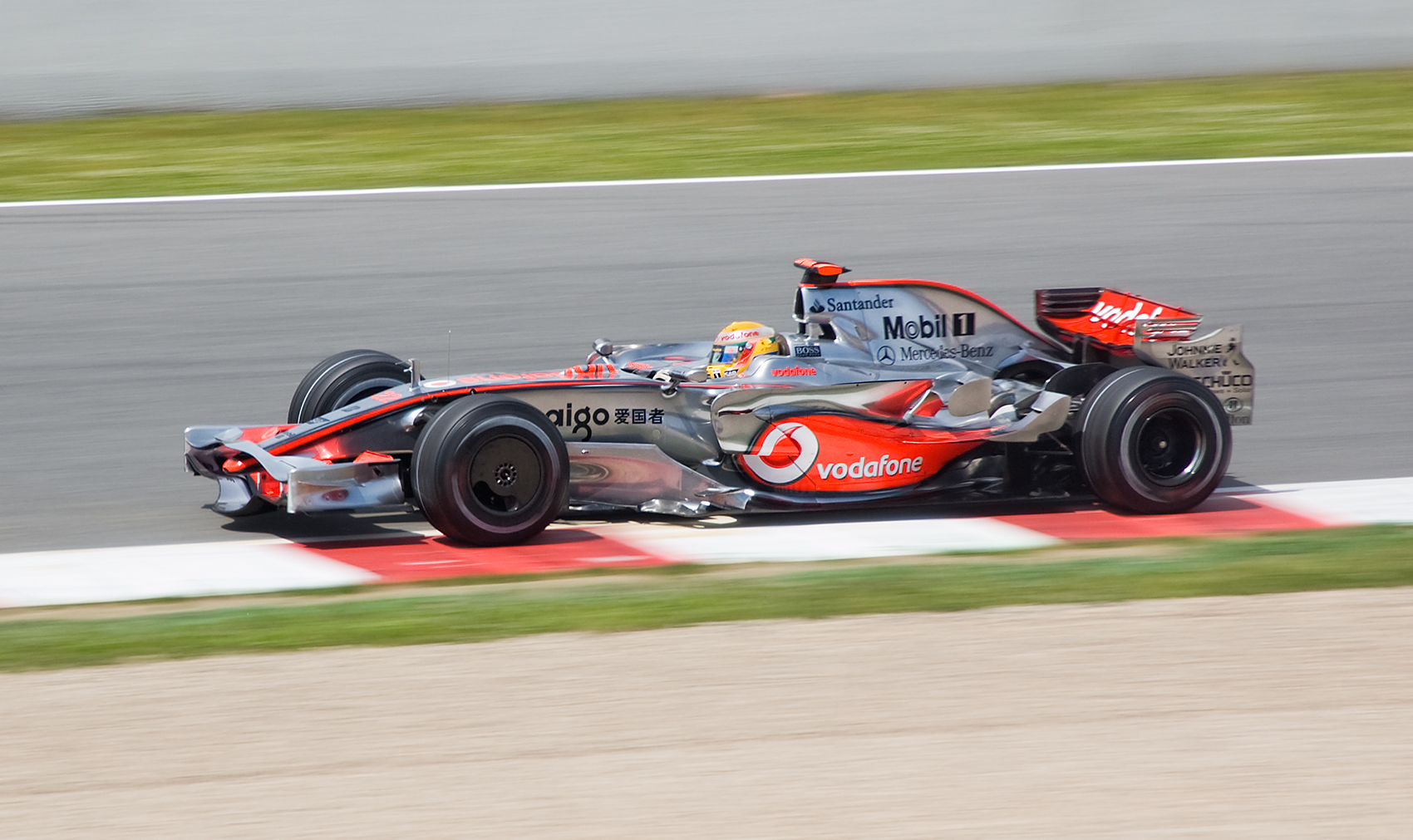
2008: Nach dem Vizetitel in seiner ersten Saison holt sich Lewis Hamilton im zweiten Anlauf die Krone

### 2010er
| Saison (Rennen) | Saisonüberblick | Fahrerwertung                                                                   | Konstrukteure                               |
| --------------- | --- | ------------------------------------------------------------------------------- | ------------------------------------------- |
| 2010 (19)       | Die wichtigsten Regeländerungen waren ein Tankverbot während des Rennens sowie ein stark verändertes Punktesystem (25-18-15-12-10-8-6-4-2-1). Vor allem Letzteres sollte sich im Verlauf der Saison noch deutlich auswirken. Brawn GP war nach nur einer Saison von Mercedes GP übernommen worden. Damit kehrte Mercedes nach Jahrzehnten wieder mit einem eigenen Team in die Formel 1 zurück. Die Erfolge der Vorsaison konnten jedoch nicht wiederholt werden, trotz der Verpflichtung von Michael Schumacher, der nach drei Jahren sein Comeback in der Formel 1 feierte. Die Saison wurde von fünf Fahrern dominiert: Fernando Alonso, Mark Webber, Sebastian Vettel, Lewis Hamilton und Jenson Button. Lange Zeit hatten alle fünf Fahrer Titelchancen. Selbst vor dem letzten Rennen in Abu Dhabi hatten noch alle bis auf Button Chancen auf den Titel. Alonso hatte zu diesem Zeitpunkt die besten Aussichten. Am Ende wurde jedoch Vettel Weltmeister, obwohl er in der gesamten Saison bis dahin die Gesamtwertung nicht angeführt hatte. Er löste damit Hamilton als jüngsten Weltmeister ab. Red Bull wurde bereits ein Rennen vor Saisonende erstmals Konstrukteursweltmeister. | Sebastian Vettel (Red Bull) Fernando Alonso (Ferrari) Mark Webber (Red Bull)    | Red Bull-Renault McLaren-Mercedes Ferrari   |
| 2011 (19)       | In der Saison 2011 kam zum ersten Mal das Drag Reduction System (kurz DRS) zum Einsatz. Sebastian Vettel und sein Team Red Bull Racing mit zweitem Fahrer Mark Webber konnten ihre Titel überlegen verteidigen. Bereits nach dem Grand Prix von Japan (fünftletztes Rennen der Saison) hatte Vettel den Weltmeistertitel sicher, der Konstrukteurstitel folgte im anschließenden Grand Prix von Korea. Durch seine Titelverteidigung wurde Vettel mit 24 Jahren zum jüngsten Doppelweltmeister aller Zeiten. | Sebastian Vettel (Red Bull) Jenson Button (McLaren) Mark Webber (Red Bull)      | Red Bull-Renault McLaren-Mercedes Ferrari   |
| 2012 (20)       | Das Erscheinungsbild der meisten Fahrzeuge der Saison 2012 war geprägt vom sogenannten Nasenhöcker, der auf eine Herabsetzung der Maximalhöhe der Nase zurückzuführen war. Lediglich der McLaren MP4-27 und der Marussia MR01 kamen ohne diesen Höcker aus. Zu Beginn der Saison war das Kräfteverhältnis zwischen den Teams noch nicht erkennbar. In den ersten sieben Rennen gewann immer ein anderer Fahrer – ein Novum in der Formel 1. Im weiteren Verlauf der Saison kristallisierten sich Sebastian Vettel und Fernando Alonso als Titelanwärter heraus. Die Konstrukteursmeisterschaft sicherte sich ein Rennen vor Schluss erneut Red Bull Racing, während die Fahrermeisterschaft erst im letzten Rennen entschieden wurde. Diese entschied Sebastian Vettel für sich und wurde im Alter von 25 Jahren der jüngste Formel-1-Fahrer, der drei Titel gewann. | Sebastian Vettel (Red Bull) Fernando Alonso (Ferrari) Kimi Räikkönen (Lotus)    | Red Bull-Renault Ferrari McLaren-Mercedes   |
| 2013 (19)       | Zu Beginn der Saison waren Sebastian Vettel und Fernando Alonso erneut die Titelanwärter. Ab der Sommerpause nach dem Großen Preis von Ungarn begann Vettel allerdings eine Siegesserie, die bis zum Ende der Saison anhielt. Er siegte neunmal in Folge, was den Rekord von Michael Schumacher aus der Saison 2004 ablöste, und zog mit Alberto Ascari gleich, der ebenfalls neunmal hintereinander gewann, allerdings saisonübergreifend. Vettel siegte in dieser Saison 13 mal, was einen Rekord von Schumacher egalisierte. Vettel sicherte sich vier Rennen vor Saisonende seinen vierten Meistertitel sowie Red Bull Racing den Konstrukteurstitel. | Sebastian Vettel (Red Bull) Fernando Alonso (Ferrari) Mark Webber (Red Bull)    | Red Bull-Renault Mercedes Ferrari           |
| 2014 (19)       | Der Brite Lewis Hamilton wurde zum zweiten Mal nach 2008 Fahrerweltmeister. Die Konstrukteurs-Weltmeisterschaft gewann mit Mercedes zum ersten Mal seit Vergabe des Titels 1958 ein deutscher Rennstall. Mit Luca di Montezemolo verlässt nach 40 Jahren einer der legendärsten Strippenzieher der Formel-1-Geschichte die Motorsportbühne. | Lewis Hamilton (Mercedes) Nico Rosberg (Mercedes) Daniel Ricciardo (Red Bull)   | Mercedes Red Bull-Renault Williams-Mercedes |
| 2015 (19)       | Der Brite Lewis Hamilton wurde zum dritten Mal nach 2008 und 2014 Fahrerweltmeister, das Mercedes-Team zum zweiten Mal nach 2014 Konstrukteursweltmeister. Sebastian Vettel absolvierte 1127 Rennrunden (von 1149 möglichen). | Lewis Hamilton (Mercedes) Nico Rosberg (Mercedes) Sebastian Vettel (Ferrari)    | Mercedes Ferrari Williams-Mercedes          |
| 2016 (21)       | Der Deutsche Nico Rosberg wurde zum ersten Mal Fahrerweltmeister, das Mercedes-Team zum dritten Mal nach 2014 und 2015 Konstrukteursweltmeister. | Nico Rosberg (Mercedes) Lewis Hamilton (Mercedes) Daniel Ricciardo (Red Bull)   | Mercedes Red Bull-TAG Heuer Ferrari         |
| 2017 (20)       | Lewis Hamilton wurde zum vierten Mal Fahrerweltmeister, das Mercedes-Team zum vierten Mal nacheinander Konstrukteursweltmeister. Hamilton hat 2017 auch den Pole-Position-Rekord an sich gerissen (72), in dem er in dieser Saison nacheinander Ayrton Senna (65 Poles) und Michael Schumacher (68) überholte. | Lewis Hamilton (Mercedes) Sebastian Vettel (Ferrari) Valtteri Bottas (Mercedes) | Mercedes Ferrari Red Bull-TAG Heuer         |
| 2018 (21)       | Sowohl Lewis Hamilton als Fahrerweltmeister als auch das Mercedes-Team konnten ihren Titel aus dem Vorjahr verteidigen. Felipe Massa beendete nach 15 Jahren seine Karriere in der Formel-1-Weltmeisterschaft. | Lewis Hamilton (Mercedes) Sebastian Vettel (Ferrari) Kimi Räikkönen (Ferrari)   | Mercedes Ferrari Red Bull-TAG Heuer         |
| 2019 (21)       | Lewis Hamilton wurde zum sechsten Mal Fahrerweltmeister, das Mercedes-Team zum sechsten Mal nacheinander Konstrukteursweltmeister. Den Rekord für die schnellsten Reifenwechsel in der F1-Geschichte schaffte Red Bull mit Max Verstappen: 1,88 Sekunden in Hockenheim und schließlich 1,82 Sekunden in Sao Paulo. | Lewis Hamilton (Mercedes) Valtteri Bottas (Mercedes) Max Verstappen (Red Bull)  | Mercedes Ferrari Red Bull Racing-Honda      |

2010er
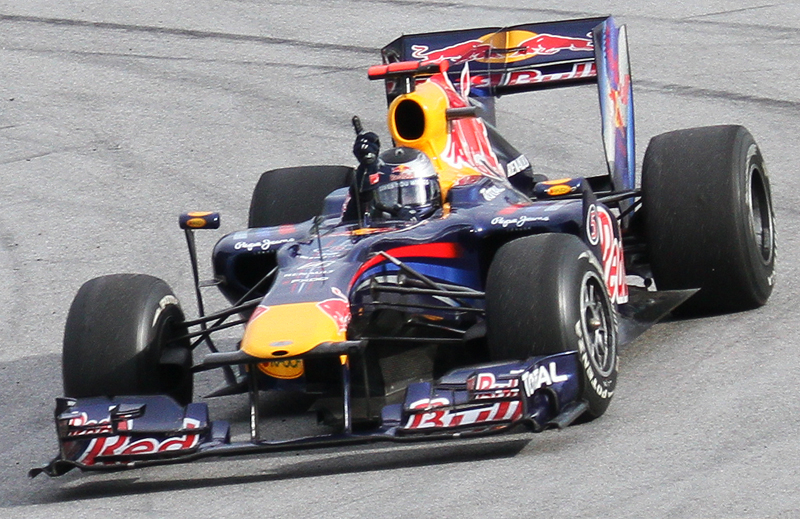
2010: Sebastian Vettel (hier beim GP Malaysia) erringt seinen ersten Weltmeistertitel
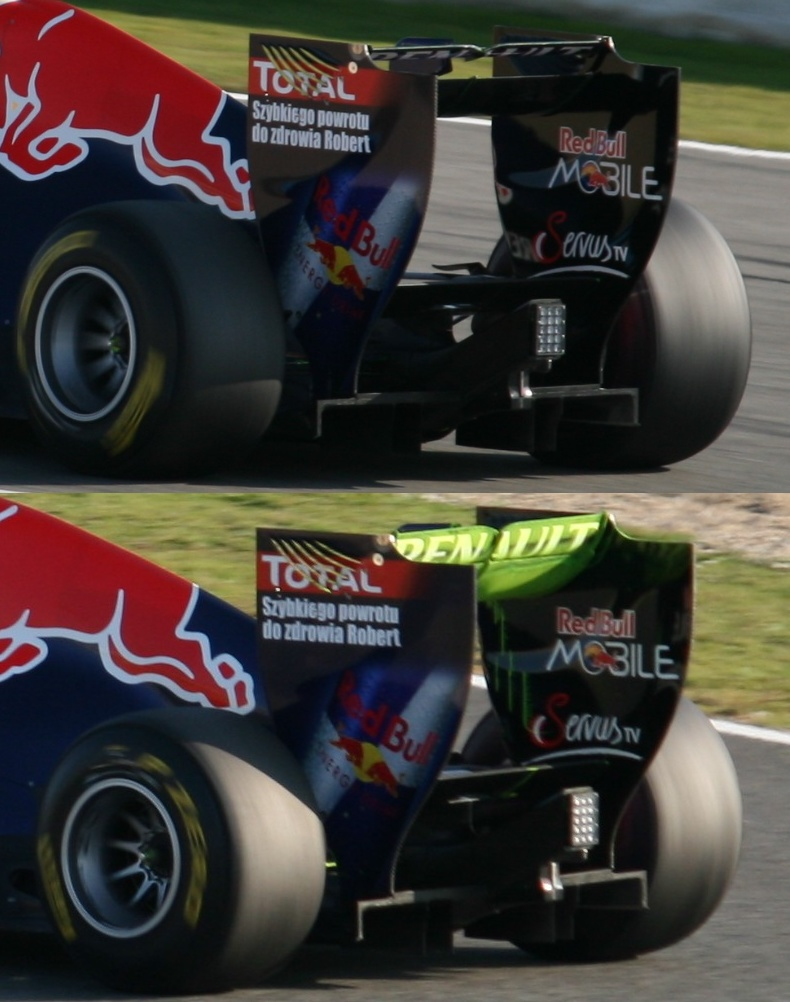
2011: Einführung des Drag Reduction System (kurz DRS)
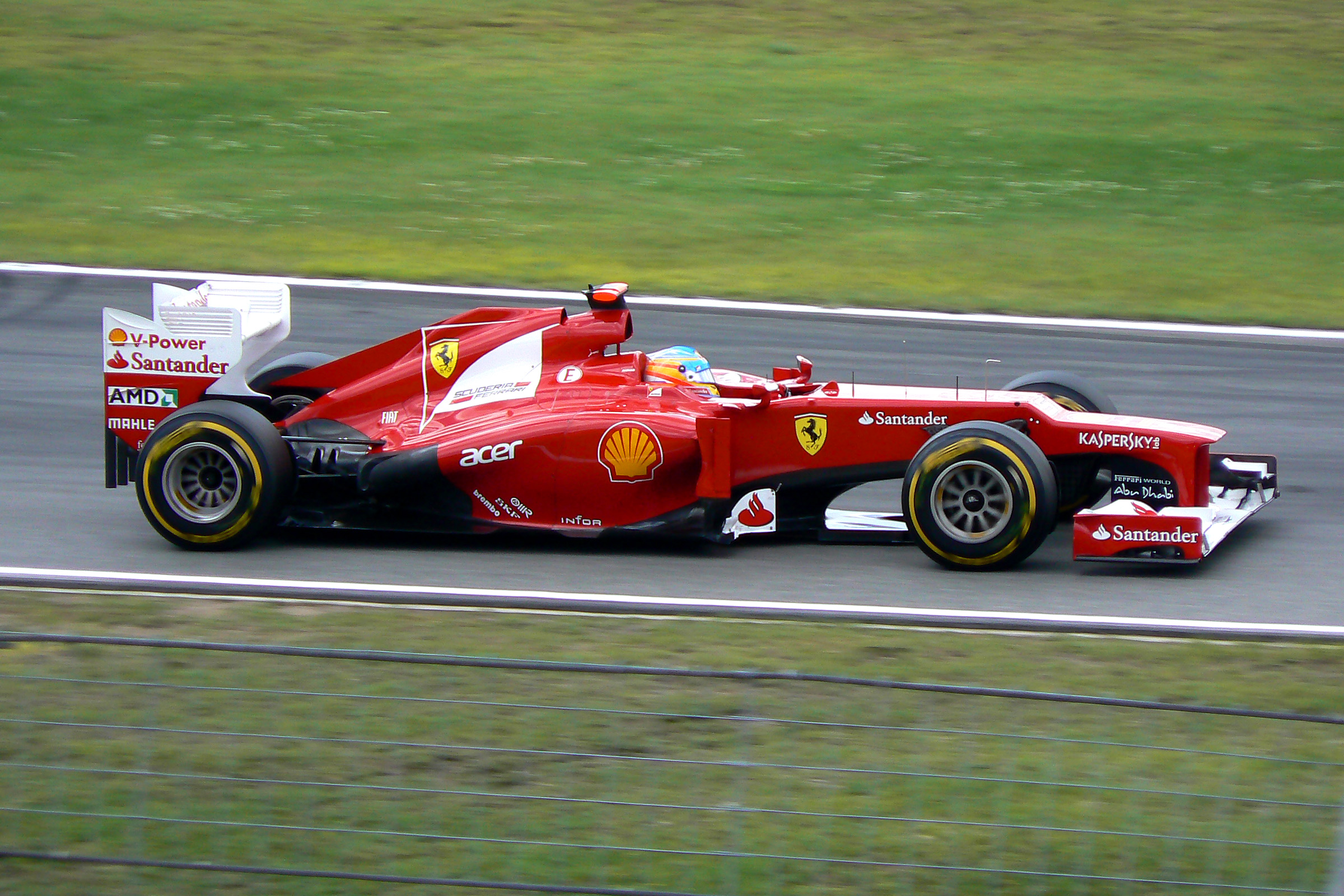
2012: Alonsos Ferrari F2012 mit dem, von fast allen Teams benutzten, neuen „Nasenhöcker“
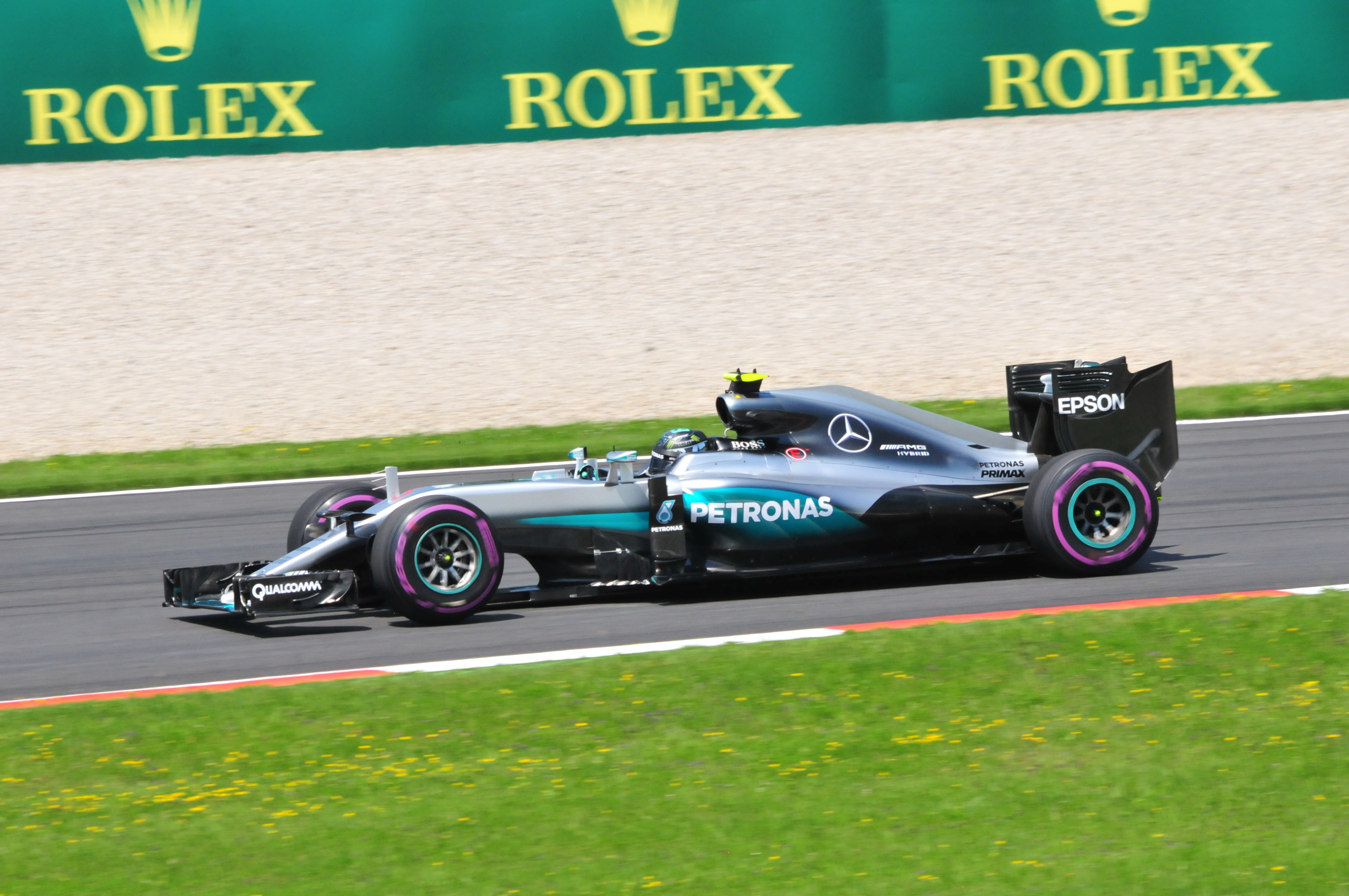
2016: Wenige Tage nach seinem Titelgewinn gibt Nico Rosberg bekannt, seine Karriere in der F1 zu beenden.
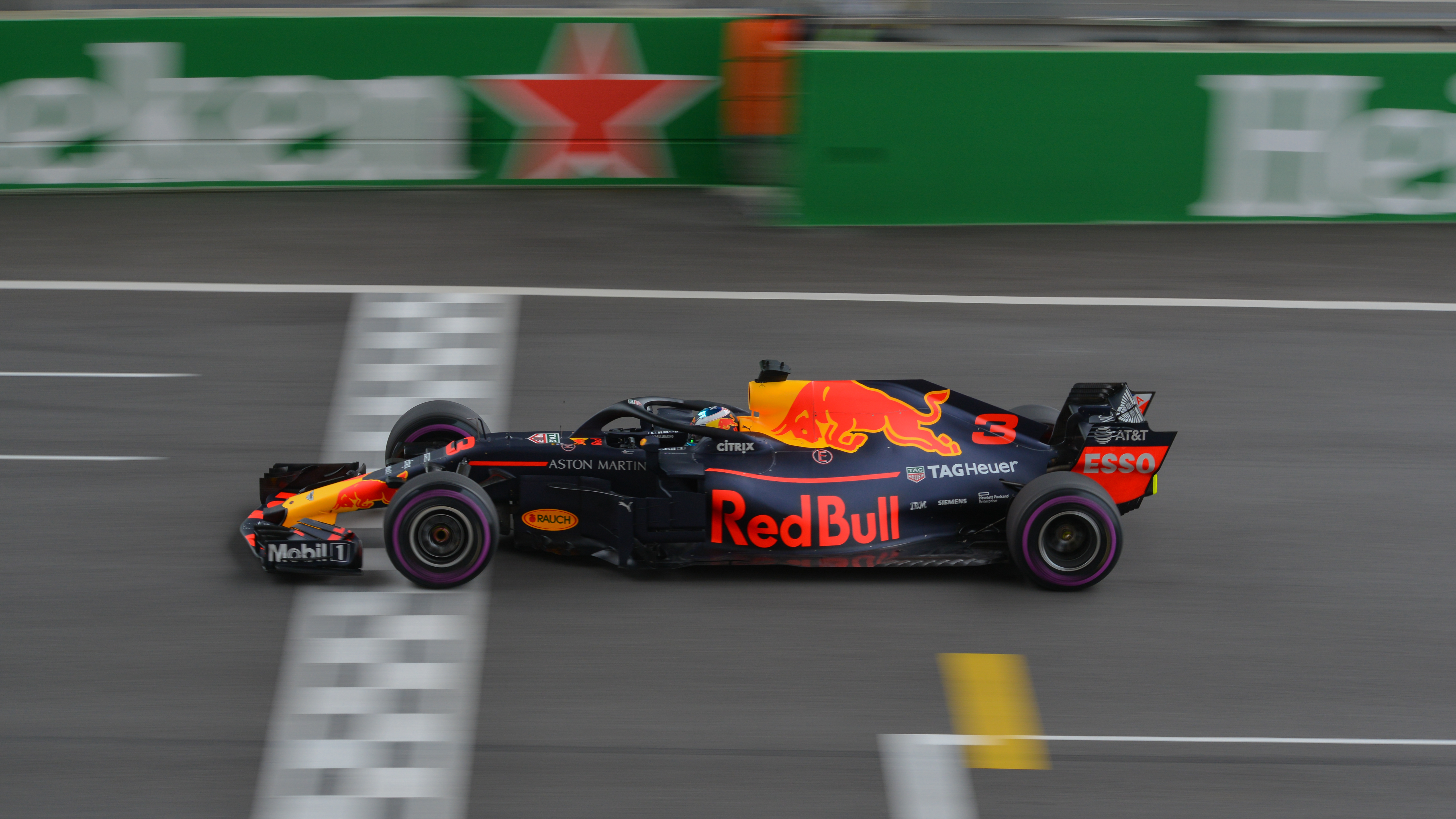
2018: Danny Ricciardo holt sich zwei Siege, zwei Poles und vier schnellste Runden
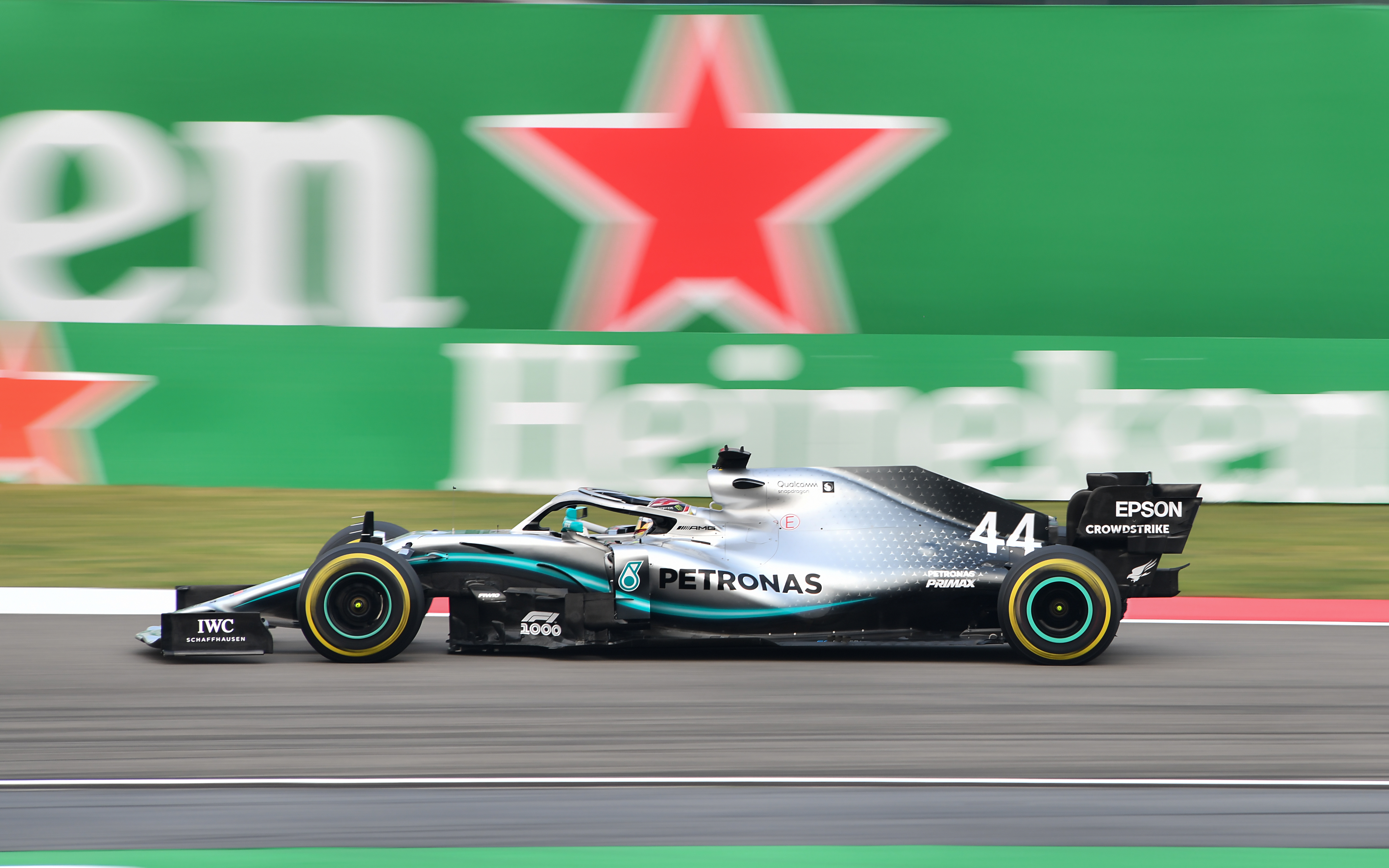
2019: Lewis Hamilton beendet diese Dekade mit seinem sechsten Titel

### 2020er
| Saison (Rennen) | Saisonüberblick | Fahrerwertung                                                                  | Konstrukteure                                  |
| --------------- | --- | ------------------------------------------------------------------------------ | ---------------------------------------------- |
| 2020 (17)       | Sowohl Lewis Hamilton als Fahrerweltmeister als auch das Mercedes-Team konnten ihren Titel aus dem Vorjahr verteidigen. | Lewis Hamilton (Mercedes) Valtteri Bottas (Mercedes) Max Verstappen (Red Bull) | Mercedes Red Bull Racing-Honda McLaren-Renault |
| 2021 (22)       | Die Saison 2021 war geprägt vom spannenden Titelkampf zwischen Max Verstappen und Titelverteidiger Lewis Hamilton. Nach einem guten Start in die Saison wurde Hamilton in den ersten vier Rennen dreimal Sieger und wurde einzig in der Emilia-Romagna zweiter. Doch Verstappen holte auf und hatte nach dem Österreich Grand Prix am 4. Juli bereits 33 Punkte Vorsprung auf Lewis Hamilton. Nach einem Ausfall in Silverstone und einem neunten Platz in Ungarn, ausgelöst durch einen Schaden am Red Bull, übernahm Hamilton nach dem Großen Preis von Ungarn 2021 wieder die Führung in der Fahrer-WM. In Italien kollidierten die beiden miteinander und in Russland errang Lewis Hamilton seinen 100. Sieg in der Formel-1-Weltmeisterschaft. Nach dem Großen Preis von Saudi-Arabien hatten beide 369,5 Punkte und gingen somit Punktgleich ins Finale in Abu Dhabi. Max Verstappen gewann das Rennen und somit auch die Weltmeisterschaft. Er wurde zum ersten Mal Weltmeister und war gleichzeitig der erste Niederländer, der diesen Titel errungen hatte. | Max Verstappen (Red Bull) Lewis Hamilton (Mercedes) Valtteri Bottas (Mercedes) | Mercedes Red Bull Racing-Honda Ferrari         |
| 2022 (22)       | Max Verstappen konnte seinen Titel verteidigen und krönte sich zum 2-fachen Weltmeister. Mit Hilfe von Sergio Perez konnte Red Bull Racing ihren 5. Konstrukteurstitel holen. | Max Verstappen (Red Bull) Charles Leclerc (Ferrari) Sergio Pérez (Red Bull)    | Red Bull Racing-RBPT Ferrari Mercedes          |
| 2023 (23)       | Nach bereits 17 Rennen wurde Max Verstappen zum dritten Mal Weltmeister; Red Bull Racing errang die Konstrukteursweltmeisterschaft. Außer den Großen Preis von Singapur gewann das Team alle Grands Prix. | Max Verstappen (Red Bull) Sergio Pérez (Red Bull) Lewis Hamilton (Mercedes)    | Red Bull Racing-RBPT Mercedes Ferrari          |
| 2024 (24)       | Die Formel-1-Weltmeisterschaft 2024 war die 75. Formel-1-Weltmeisterschaft. Der Rennkalender wurde am 5. Juli 2023 veröffentlicht und umfasste 24 Rennen. Saisonstart war am 2. März auf dem Bahrain International Circuit. Max Verstappen krönte sich in Las Vegas zum 4-fachen Weltmeister. McLaren wurde zum ersten Mal seit 1998 zum neunten Mal Konstrukteursweltmeister. | Max Verstappen (Red Bull) Lando Norris (McLaren) Charles Leclerc (Ferrari)     | McLaren-Mercedes Ferrari Red Bull Racing-RBPT  |

2020er
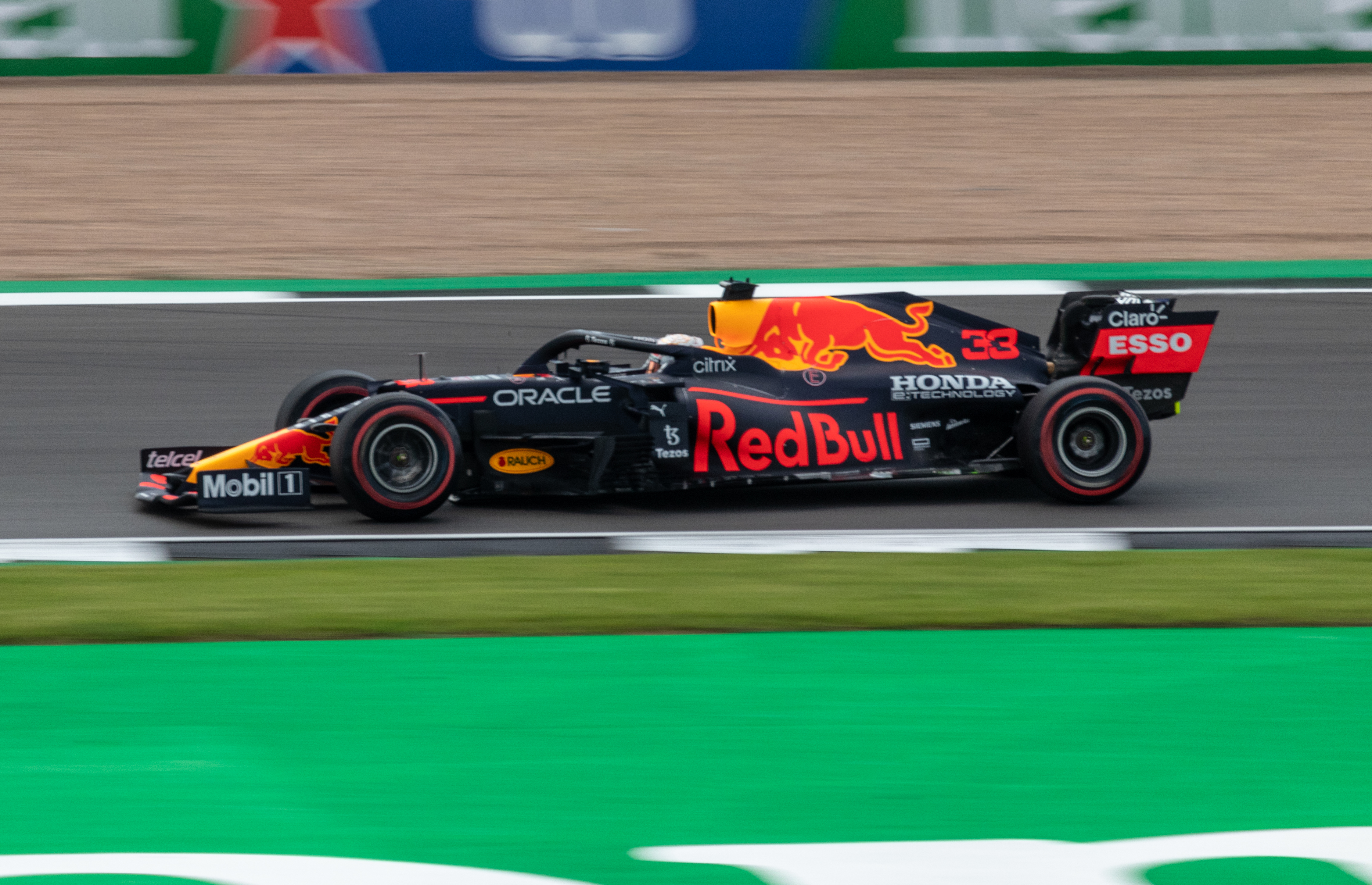
2021: Max Verstappen holt nach dem Vizetitel im letzten Jahr seine erste Meisterschaft
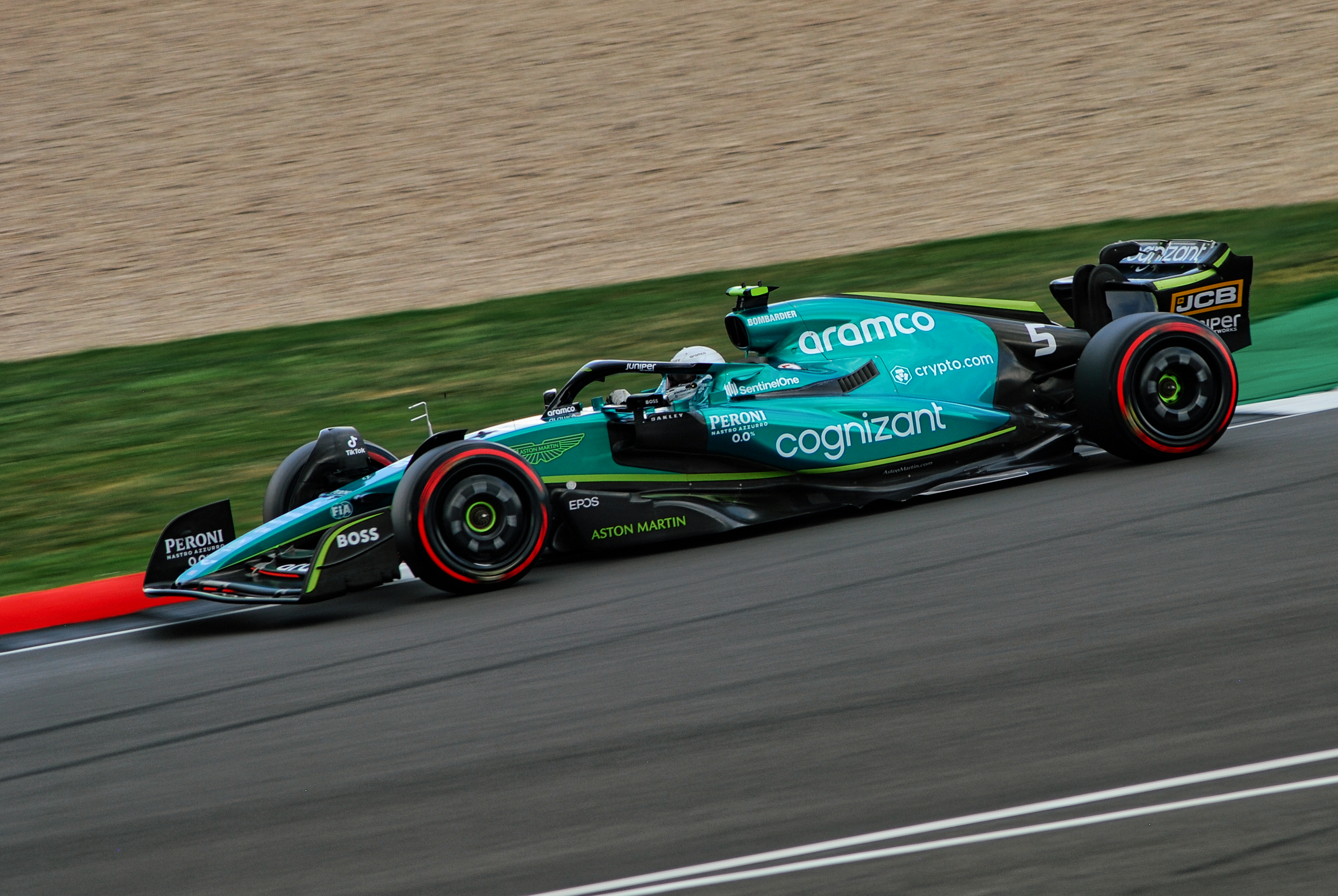
2022: Sebastian Vettel beendet nach 299 GP, 53 Siegen und vier Titeln seine Karriere
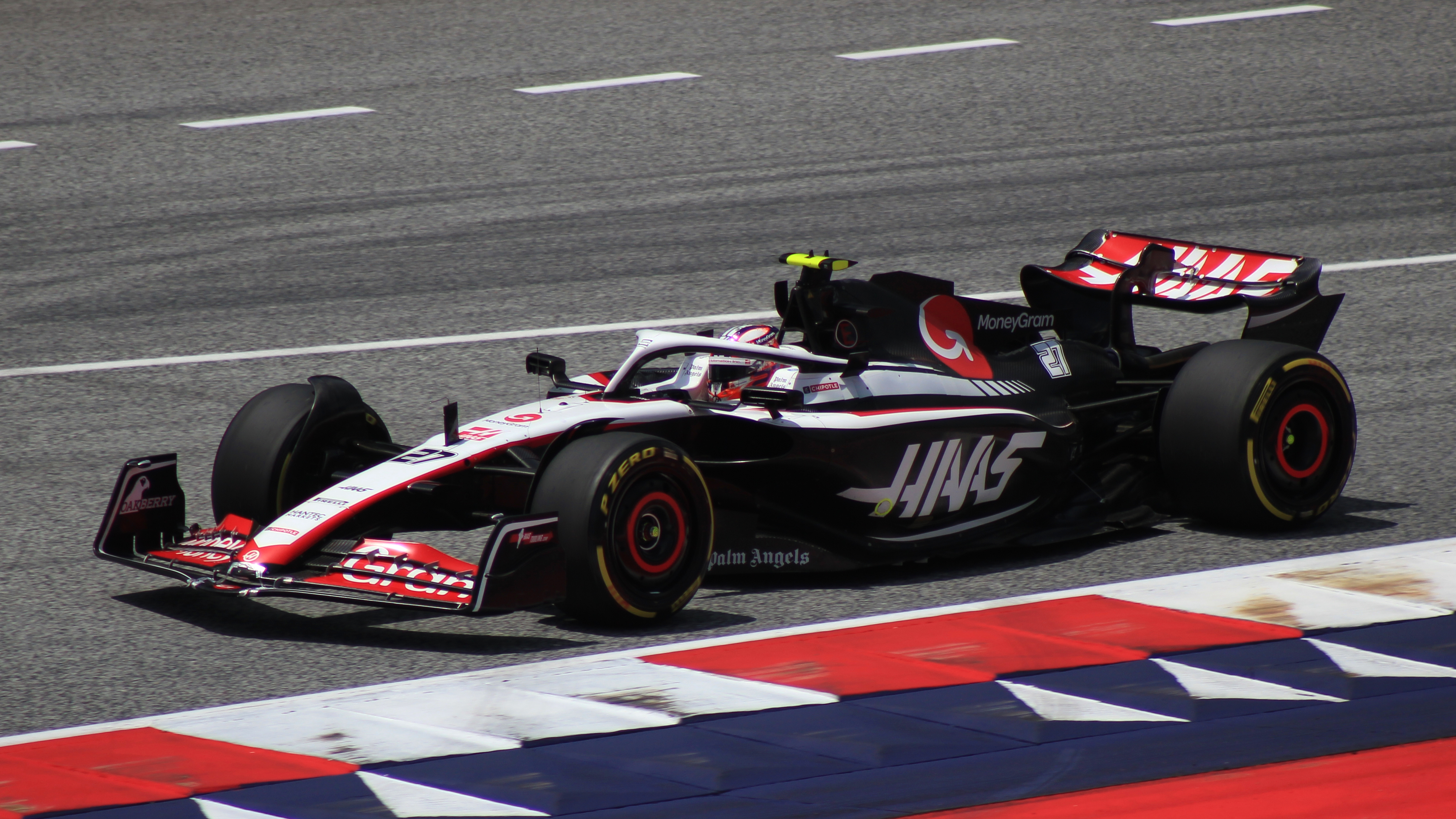
2023: Nico Hülkenberg, der einzige deutsche Stammfahrer (in Diensten des Haas F1 Team)